# Storie di PK - Nuova era
Questo è l'elenco delle storie incentrate sul personaggio Pikappa, pubblicate sul settimanale Topolino dal 2014, edito dalla The Walt Disney Company Italia e in seguito dalla Panini Comics.

## Elenco delle storie

### PKNE - Paperinik New Era(Topolino)
| Nr.      | Titolo                          | Data pubblicazione          | Volume italiano                   | Puntate |
| -------- | ------------------------------- | --------------------------- | --------------------------------- | ------- |
| PKNE #1  | Potere e potenza                | 2-23 luglio 2014            | Topolino 3058-3059-3060-3061      | 4       |
| PKNE #2  | Gli argini del tempo            | 6-27 maggio 2015            | Topolino 3102-3103-3104-3105      | 4       |
| PKNE #3  | Il Raggio Nero                  | 28 ottobre-25 novembre 2015 | Topolino 3127-3128-3129-3130-3131 | 5       |
| PKNE #4  | Timecrime                       | 27 aprile-4 maggio 2016     | Topolino 3153-3154                | 2       |
| PKNE #5  | Cronaca di un ritorno           | 9 novembre-7 dicembre 2016  | Topolino 3181-3183-3184-3185      | 4       |
| PKNE #6  | Il marchio di Moldrock          | 26 aprile-17 maggio 2017    | Topolino 3205-3206-3207-3208      | 4       |
| PKNE #7  | L'orizzonte degli eventi        | 7 marzo-4 aprile 2018       | Topolino 3250-3251-3252-3253-3254 | 5       |
| PKNE #8  | Droidi                          | 21 novembre-5 dicembre 2018 | Topolino 3287-3288-3289           | 3       |
| PKNE #9  | Una leggendaria notte qualunque | 10 marzo 2021               | Topolino 3407                     | 1       |
| PKNE #10 | Zona franca                     | 6-13 ottobre 2021           | Topolino 3437-3438                | 2       |
| PKNE #11 | Rinascita                       | 1 novembre 2023             | Topolino 3545                     | 3       |
| PKNE #12 | Metallo pesante                 | 23 ottobre 2024             | Topolino 3596                     | 1       |

### PKNE - Paperinik New Era(Topolino Fuoriserie)
| Nr.                              | Titolo                           | Data pubblicazione               | Volume italiano                       |                                  |                                  |                                  |                                  |
| Saga dei Galaxy-Gate (6 episodi) | Saga dei Galaxy-Gate (6 episodi) | Saga dei Galaxy-Gate (6 episodi) | Saga dei Galaxy-Gate (6 episodi)      | Saga dei Galaxy-Gate (6 episodi) | Saga dei Galaxy-Gate (6 episodi) | Saga dei Galaxy-Gate (6 episodi) | Saga dei Galaxy-Gate (6 episodi) |
| -------------------------------- | -------------------------------- | -------------------------------- | ------------------------------------- | -------------------------------- | -------------------------------- | -------------------------------- | -------------------------------- |
| 1                                | Un nuovo eroe                    | 4 novembre 2019                  | Topolino Fuoriserie 1 (Topolino 3335) |                                  |                                  |                                  |                                  |
| 2                                | Danger Dome                      | 4 maggio 2020                    | Topolino Fuoriserie 2                 |                                  |                                  |                                  |                                  |
| 3                                | Ur-Evron                         | 23 novembre 2020                 | Topolino Fuoriserie 3                 |                                  |                                  |                                  |                                  |
| 4                                | I giorni di Evron                | 25 marzo 2021                    | Topolino Fuoriserie 4                 |                                  |                                  |                                  |                                  |
| 5                                | Obsidian                         | 28 ottobre 2021                  | Topolino Fuoriserie 5                 |                                  |                                  |                                  |                                  |
| 6                                | I giorni di Pikappa              | 16 dicembre 2021                 | Topolino Fuoriserie 6                 |                                  |                                  |                                  |                                  |
| Saga del Ragno d'Oro (8 episodi) |                                  |                                  |                                       |                                  |                                  |                                  |                                  |
| 7                                | La danza del Ragno d'Oro         | 21 aprile 2022                   | Topolino Fuoriserie 7                 |                                  |                                  |                                  |                                  |
| 8                                | Makemake                         | 31 agosto 2022                   | Topolino Fuoriserie 8                 |                                  |                                  |                                  |                                  |
| 9                                | Il principio di Voyda            | 27 ottobre 2022                  | Topolino Fuoriserie 9                 |                                  |                                  |                                  |                                  |
| 10                               | Esprimi un desiderio             | 27 gennaio 2023                  | Topolino Fuoriserie 10                |                                  |                                  |                                  |                                  |
| 11                               | Il maestro del Silenzio          | 27 marzo 2023                    | Topolino Fuoriserie 11                |                                  |                                  |                                  |                                  |
| 12                               | Troppo vicini                    | 27 giugno 2023                   | Topolino Fuoriserie 12                |                                  |                                  |                                  |                                  |
| 13                               | Il nemico del ragno              | 2 novembre 2023                  | Topolino Fuoriserie 13                |                                  |                                  |                                  |                                  |
| 14                               | I conti con la realtà            | 29 febbraio 2024                 | Topolino Fuoriserie 14                |                                  |                                  |                                  |                                  |

### PK Tube
| Nr. | Titolo                    | Data pubblicazione | Topolino      |
| --- | ------------------------- | ------------------ | ------------- |
| 1   | PK Tube                   | 9 marzo 2016       | Topolino 3146 |
| 2   | Il giorno del fondatore   | 22 marzo 2016      | Topolino 3147 |
| 3   | Il peso della conoscenza  | 29 marzo 2016      | Topolino 3148 |
| 4   | Cambio di programma       | 5 aprile 2016      | Topolino 3149 |
| 5   | Missione di (sub) routine | 12 aprile 2016     | Topolino 3150 |
| 6   | Soccorso obbligato        | 26 aprile 2016     | Topolino 3152 |

## CicloTopolino

### Potere e potenza
- Testi: Francesco Artibani
- Disegni: Lorenzo Pastrovicchio (disegni), Simone Paoloni (chine), Max Monteduro (colori)
- Trama: 
  - Episodio 1 (3058): Sono passati dodici anni dalla partenza di Everett Ducklair per il pianeta Corona;[1] Paperino da molto tempo ha smesso di combattere coi mezzi di Pikappa (pur non avendo mai abbandonato i panni del Paperinik "classico"), fino a quando il Razziatore non lo preleva dalla sua casa per trarlo in salvo da un imminente attacco del Nuovo Impero Evroniano. Arrivati nell'anno 2255 Paperinik incontra Odin Eidolon, che gli mostra come le armate evroniane abbiano conquistato la Terra alla fine del 2014: Grrodon, malvagio alieno mutaforma, incontra in carcere il professor Morgan Fairfax, e sfruttando le sue conoscenze scientifiche, oltre all'appoggio economico di Nebula Faraday, ricostituisce in poco tempo l'esercito evroniano; eliminato un inerme Paperino, il pianeta viene facilmente invaso e la popolazione resa schiava. La Terra viene trasformata in una gigantesca astronave grazie ai motori a gravitazione progettati da Fairfax, abbandonando così la sua orbita: la manovra annulla però gli effetti della microcontrazione, il fenomeno che impediva i viaggi nel tempo,[2] permettendo così alla resistenza del futuro di salvare Paperinik. Odin gli consegna una chiave per aprire la Camera Omega della Ducklair Tower, dove sono presenti armi abbastanza potenti per sconfiggere il nemico; tornato nel XXI secolo, PK viene, però, stranamente tradito dal Razziatore, che ruba il biorigeneratore, un potente congegno in grado di guarire qualsiasi malattia e risanare i tessuti, e fugge, abbandonandolo al proprio destino proprio mentre una pattuglia evroniana giunge sul posto, guidata dai tracciatori genetici programmati sull'eroe mascherato. La torre viene in suo aiuto, ponendolo di fronte a una scelta: difenderla o distruggerla.[3]
  - Episodio 2 (3059): Per salvare Paperinik interviene un'intelligenza artificiale molto simile a Uno, identificata come il Custode della Camera Omega. Questi, a differenza di Uno, assume la forma di un prisma azzurro e non dimostra alcuna stima o rispetto per l'eroe, affermando che «chiunque indossi un mantello nel XXI secolo è un dilettante condannato al disastro» e accusandolo di essere responsabile della situazione attuale, non essendo stato abbastanza freddo e spietato con i suoi avversari all'epoca. Pur essendo arrabbiato per le accuse, Paperino sa che non ha torto (aveva sempre saputo della presenza di Grrodon sulla Terra e aveva sottovalutato Nebula Faraday, considerandola come una semplice fanatica). Il Custode gli fornisce comunque nuove armi, un nuovo costume e un nuovo veicolo con cui recarsi a Cape Dominion, dove Nebula Faraday sorveglia le spore che danno vita ai guerrieri evroniani. Qui, PK assume le sembianze di un generale alieno e, prima di essere scoperto, viene a conoscenza della posizione del primo motore a gravitazione: l'Isola di Grímsey, in Islanda. Durante il combattimento per sfuggire alla cattura, PK ha un diverbio con l'intelligenza artificiale, che lo incita a non avere pietà dei suoi nemici; egli, però, rimane fedele ai propri principi. Decide inoltre di inviare tutti i dati raccolti durante la missione al generale dell'esercito Clint E. Westcock.[4]
  - Episodio 3 (3060): Nella terza parte della serie vengono riproposti altri due personaggi di PKNA: Zigfried Flagstarr è diventato il nuovo direttore di 00 Channel e respinge le dimissioni del giornalista Angus Fangus. Intanto, Paperinik si allena nell'utilizzo della nuova tuta, sottoposto a pesanti test fisici e psicologici dall'intelligenza artificiale Custode della Camera Omega. Giunto sull'Isola di Grímsey, PK scopre che la popolazione locale è stata resa schiava dagli evroniani grazie a guerrieri dotati di poteri psichici, molto simili al generale Trauma:[5] tenuti in scacco con la paura vengono costretti a discendere nelle viscere della Terra per costruire il primo dei quattro motori gravitazionali. PK li affronta con successo, incontrando l'imperatore Grrodon e il professor Fairfax: nel vano tentativo di salvare tutti i prigionieri e sconfiggere gli evroniani senza eliminarli, chiude le comunicazioni con il custode della Camera Omega ed esaurisce tutta l'energia della propria tuta, evento che lo rende nuovamente vulnerabile ai tracciatori genetici. Tornato alla Ducklair Tower, l'intelligenza artificiale lo rimprovera aspramente, mettendolo di fronte al fallimento dell'impresa: i vendicativi evroniani lo hanno trovato, e ora l'unica via disponibile è distruggere la torre.[6]
  - Episodio 4 (3061): Dopo aver salvato Angus Fangus e Camera 9 dagli alieni e aver permesso a tutti gli occupanti della torre di lasciare l'edificio, PK tenta un'ultima resistenza, conferendo alla sua nuova tuta l'aspetto del vecchio costume e lottando fino alla fine, senza però riuscire a fermare l'avanzata degli evroniani: premuto il pulsante per distruggere la Ducklair Tower, quando ormai tutto sembra essere perduto e Paperino sta registrando un messaggio d'addio per i suoi dolci nipotini Qui, Quo e Qua, ma si ritrova davanti il Razziatore, che lo salva da morte certa e lo riconduce nel 2255. Grazie ai poteri del cronopirata, i due si materializzano nel presente sull'Isola di Grímsey, con l'obiettivo di distruggere il motore a gravitazione; grazie a un espediente, Paperinik riesce a distrarre molti dei nemici presenti sul luogo, permettendo così al Razziatore di salvare gli abitanti dell'isola e di trasferire il motore nello spazio, distruggendo definitivamente anche la stazione spaziale orbitante evroniana. Intanto, il generale Westcock attacca Cape Dominion con l'esercito, utilizzando un raggio devolutore (fornito direttamente dal guardiano della Camera Omega) in grado di far regredire gli evroniani allo stato di spore. Nell'ultimo, disperato tentativo di sconfiggere il proprio nemico, Grrodon attacca PK, ma finisce con l'essere colpito dal suo stesso attacco e precipita nel vuoto. Con la minaccia rientrata, Paperino fa intendere che indossare nuovamente la maschera non è stata un'azione temporanea. Vengono infine proposti due epiloghi: nel primo viene mostrato il nuovo imperatore evroniano, che sopravvissuto alla caduta giura vendetta (la sua fine, però, è già stata narrata in PKNA #5: vecchio, stanco e solo, lascerà la Terra, in séguito a una fuga dall'esito probabilmente suicida, nel XXIII secolo dopo un ultimo tentativo di cambiare la storia); nel secondo, Everett Ducklair, sul pianeta Corona, riattiva Uno per capire cosa sia successo sulla Terra.[7]

### Gli argini del tempo
- Testi: Alessandro Sisti
- Disegni: Claudio Sciarrone (disegni), Max Monteduro (colori)
- Trama: 
  - Episodio 1 (3102): Dopo tanti anni, l'affascinante Lyla Lay è tornata a Paperopoli e chiede l'aiuto a Paperinik per risolvere un grosso problema temporale. Tuttavia prima che Lyla possa spiegare al suo vecchio amico cos'è avvenuto, alcuni droidi da guerra travestiti da operatori di Canale 00 li attaccano, ma i due riescono a sconfiggerli. Lyla conduce Pikappa nel futuro e gli mostra come non esista un solo avvenire, ma innumerevoli futuri possibili, e in ognuno di questi la Tempolizia non esiste. Dopo essere tornati nel XXI secolo Pikappa e Lyla entrano nella Ducklair Tower un attimo prima che venga distrutta, per recuperare lo Scudo Extransformer. Paperinik infatti non può ricorre all'aiuto del Custode né utilizzare la nuova tuta in fibre nanoelettriche perché non ha i mezzi per ricaricarla. Poi PK e Lyla partono per il futuro alla ricerca del punto d'origine dell'anomalia temporale.
  - Episodio 2 (3103): Pikappa e Lyla raggiungono un futuro alternativo in cui Paperopoli è parte di un vasto impero. Vengono contattati dal Razziatore che gli propone un'alleanza poiché la sua attività di cronopirata è minacciata dall'improvvisa esondazione dello spazio-tempo dalla sua traiettoria. Il Razziatore spiega di non riuscire più a orientarsi all'interno di tutti i futuri possibili, infatti è come se il fiume della storia fosse uscito dai propri argini e vi fosse un'abbondanza enorme di spazio-tempo che rende contemporaneamente possibili tutti i futuri. Il Razziatore si offre di accompagnare i due protagonisti proprio dentro all'occhio del ciclone, dove tutto ha avuto inizio. Così li conduce al Duckmall Center, ma qui vengono attaccati da un tempoliziotto convinto che Lyla abbia definitivamente tradito il corpo di polizia per allearsi coi cronopirati. Quando la situazione diventa precaria, il Razziatore attiva un dispositivo nascosto che elimina il tempoliziotto e poi si volatilizza, dopo aver rivelato che la sua missione era quella di ingannare Pikappa e Lyla. Nonostante la brutta notizia, Lyla capisce che Time Ø non è stato distrutto perché solo alla centrale della Tempolizia sono conservati dei dispositivi così potenti come quello usato dal Razziatore. Così dopo un attimo di indecisione, Pikappa e Lyla si trasportano verso Time Ø.
  - Episodio 3 (3104): Arrivati alla centrale della Tempolizia i due protagonisti scoprono che è stata conquistata dai nuovi cronopirati dell'Organizzazione, mentre tutti gli agenti sono stati imprigionati nel carcere cronostatico. Dopo aver liberato gli agenti, Lyla propone a Pikappa di prelevare l'ipernodo dal fulcro atemporale localizzato fuori dalla base: in questo modo avranno il controllo totale dello spazio-tempo. L'Organizzazione scopre i due protagonisti e cerca di catturarli, ma senza successo, così decide di ostacolarli inviando nel passato il Razziatore e dei droidi da battaglia travestiti da operatori di Canale 00. Pikappa, servendosi della tuta in fibre nanoelettriche, riesce a prelevare l'ipernodo e, assieme a Lyla, fa ritorno nel passato. Tuttavia la loro azione ha alterato completamente il sistema con cui Time Ø è ancorato al fulcro acronico: questo significa che Time Ø è condannato, a meno che la missione di Lyla e PK non abbia successo e tutti gli eventi iniziati con il loro viaggio nel futuro non vengano sovrascritti dal ripristino del normale corso della storia.
  - Episodio 4 (3105): I Tempoliziotti riescono a prendere nuovamente il controllo della base, ma questa, priva dell'ipernodo, viene scaraventata nello spazio materiale. Intanto Pikappa e Lyla raggiungono un'abitazione alla periferia di Paperopoli. Il misterioso professor Seamus Hogg dopo gli eventi di PKNA #3 fu licenziato per il suo fallimento e la sua carriera finì, ma, grazie al suggerimento del Razziatore, ha ideato un nuovo esperimento azzardato per il controllo della gravità: sarà il suo insuccesso che provocherà l'esondazione temporale. Pikappa e Lyla, prima ostacolati e poi aiutati dal Razziatore, riescono a disattivare la macchina che genera campi gravitazionali del professor Hogg prima che si produca la distorsione spazio-temporale che avrebbe distrutto la linearità del tempo. La cronocontinuità è salva e così pure Time Ø e l'esistenza stessa della Tempolizia. Infatti al rientro dei due amici a Paperopoli tutto è esattamente come prima, proprio come se l'avventura vissuta non fosse mai successa. In città li accoglie Angus Fangus appena rientrato in città dalla Nuova Zelanda (una strana definizione nell'ultimo episodio della miniserie Paperinik e la macchina del Fangus).

### Il Raggio Nero
- Testi: Francesco Artibani
- Disegni: Lorenzo Pastrovicchio (disegni), Simone Paoloni e Alessandro Pastrovicchio (chine), Max Monteduro (colori)
- Trama: 
  - Prologo (3127): Angus Fangus sta camminando per strada, litigando al telefono con sua madre Rangi, quando c'è uno smottamento sull'area dove un tempo sorgeva la Ducklair Tower. Una voragine profondissima si apre ai piedi di Fangus, che pensa di essere davvero fortunato e di aver trovato un clamoroso scoop per Canale 00.
  - Episodio 1 (3128): Paperino, da quando è tornato a essere Pikappa, continua ad avere gli stessi incubi: durante la pericolosa battaglia contro gli evroniani, fin dentro nella Ducklair Tower, compare un misterioso segno a spirale. Un mattino il sindaco di Paperopoli annuncia di voler ricostruire la Ducklair Tower. La sera stessa l'unità del Custode della Camera Omega contenuta nella nuova tuta rivela a Pikappa di aver ricevuto una richiesta d'aiuto dall'unità contenuta nell'ex Ducklair Tower. Per scoprire cos'è successo Pikappa e il Custode si recano nel pozzo della Ducklair Tower, dove incontrano un ferocissimo evroniano geneticamente modificato, chiamato Sekthron. Sul petto dell'evroniano è inciso il misterioso simbolo che Pikappa continua a vedere nei suoi incubi. L'evroniano afferma di essere stato toccato dal "Raggio Nero" e cerca disperatamente aiuto da Pikappa. A un certo punto Sekthron si infuria e combatte contro il supereroe. Dopo una lunga lotta nella Duckmall Center si presentano due misteriosi guerrieri armati, i quali affermano di essere i Gargoyle della Ducklair Tower, chiamati Raksaka e Thala. I due Gargoyle rivelano di dover impedire a una minaccia di raggiungere la Terra e dopo aver chiesto a Pikappa di aiutarli, lo conducono insieme a Sekthron nell'universo pentadimensionale di Everett Ducklair. Lì ritrovano la ex Ducklair Tower, crollata a terra e invasa dalla vegetazione.
  - Episodio 2 (3129): Nella Ducklair Tower, Pikappa incontra il Custode della Camera Omega. Scopre così che l'universo pentadimensionale di Everett Ducklair è una prigione per il temibile Moldrock, il vecchio nemico di Everett e dei coroniani, un essere mostruoso e invincibile grazie al suo Raggio Nero, che gli permette di convertire la materia oscura in energia e di plasmare la materia. Moldrock era stato il tiranno di Corona, la quale sotto il suo dominio era diventata un pianeta tecnologicamente avanzato e aveva conquistato innumerevoli altri mondi, finché una congiura degli scienziati guidati da Everett Ducklair non aveva deposto Moldrock, imprigionandolo in un universo dove i suoi poteri sono indeboliti. L'indebolimento della barriera ha aperto dei varchi che Moldrock intende sfruttare per raggiungere la Terra e, da lì, Corona, per vendicarsi di Everett Ducklair e riconquistare il potere. Per questo motivo il Custode della Camera Omega dice di aver inviato il segnale d'aiuto a Pikappa. Gli rivela anche che i suoi incubi non erano altro che psico-impulsi inviati dalla stessa intelligenza artificiale. In quel momento Moldrock e i suoi evroniani attaccano Pikappa, il Custode e i gargoyle. Pikappa e il Custode della Camera Omega riescono a fuggire e incontrano Sekthron. L'evroniano dice loro di voler aiutarli e di conoscere una via per entrare nella fortezza di Moldrock. Il papero si fida e segue l'evroniano, che si rivela essere un doppiogiochista. Infatti, arrivati nella fortezza, Moldrock e gli evroniani imprigionano Pikappa e il Custode della Camera Omega. Dopodiché Moldrock punisce Sekthron per aver profanato la sua fortezza, trasformandolo in materia oscura e assorbendolo. Scopriamo così che Moldrock sente dentro di sé le voci di tutti coloro che ha assorbito, la cui coscienza rimane intatta, e che fra queste voci ci sono i guerrieri dell'Orda, i suoi leali e fedeli generali coroniani, che ha assorbito per attingere alla loro energia e cercare di infrangere la barriera una volta esiliato nell'universo pentadimensionale.
  - Episodio 3 (3130): Pikappa riesce a fuggire dalla cella in cui è stato rinchiuso. Decide di liberare il gargoyle Thala, imprigionata da Moldrock, ma viene fermato dal criminale coroniano che gli racconta la sua storia. Da piccolo era stato colpito nel deserto da una misteriosa energia che lo aveva reso potentissimo. Con i poteri del Raggio Nero aveva reclutato un esercito di sette guerrieri, l'Orda, e aveva contribuito ad accrescere la tecnologia di Corona, conquistando e annientando altri pianeti. Ma Everett Ducklair e altri scienziati, ritenendo Moldrock una minaccia, avevano deciso di rinchiuderlo insieme all'Orda nell'universo pentadimensionale. Lì Moldrock aveva assorbito l'Orda. Dopo avergli raccontato la sua storia Moldrock chiede a Pikappa il suo aiuto per tornare su Corona. Pikappa avrebbe dovuto convincere gli scienziati della Terra a costruire un'astronave per riportare Moldrock su Corona. In quel momento il Custode della Camera Omega libera Thala e ordina a Pikappa di recuperare una capsula che potrebbe riportarli a Paperopoli. Pikappa ruba la capsula e fugge insieme al Custode, inseguiti da Moldrock.
  - Episodio 4 (3131): Pikappa, dopo aver recuperato il gargoyle Raksaka, si reca alla Ducklair Tower, dove lo aspetta il Custode e Thala. Il Custode ordina a Pikappa di recuperare le altre tre capsule nei piloni di ancoraggio per farla tornare la torre a Paperopoli. In quel momento arriva Moldrock, insieme agli evroniani e un nuovo esercito dei mostri di pietra infuocati. Dopo una lunga lotta Pikappa riesce a sconfiggere Moldrock e si rifugia nella torre, recuperando Raksaka, che, a séguito della battaglia, è regredito alla sua forma di pietra inerte perché gravemente indebolito. Il Custode, ottenute le quattro capsule, riesce a far tornare la Ducklair Tower a Paperopoli e la scherma in modo che nessuno possa scoprire che è tornata. Il giorno dopo il Custode entra in un corpo robotico e assume l'identità di Solomon Hicks, nuovo capo della Fondazione Ducklair; egli afferma a una conferenza stampa di voler ricostruire la Ducklair Tower, creando un alone di curiosità attorno alla propria figura da parte della stampa e di aver affidato l'appalto a Paperon de' Paperoni. Alla fine mister Hicks, che dichiara di voler condividere il proprio talento con il mondo, se ne va in macchina con Paperino il quale lavora per lui come suo autista. Nell'epilogo si scopre che la statua di pietra riportata a Paperopoli non è Raksaka, bensì Moldrock che ne aveva assunto le sembianze, deciso a tornare sul pianeta Corona per vendicarsi di Everett Ducklair.

### Timecrime
- Testi: Francesco Artibani
- Disegni: Paolo Mottura (disegni), Max Monteduro (colori)
- Trama: 
  - Episodio 1 (3153): Nell'appartamento di Arianna Adelaide Konnery si infiltra uno strano ladro. Kay K lo scopre e cerca di acciuffarlo, ma il criminale fugge sul tetto, dove viene raggiunto da Lyla Lay. Durante lo scontro, Lyla perde i sensi e viene portata da Kay K all'Agenzia. Gizmo capisce che si tratta di un androide e convoca Paperino. All'improvviso si presenta Pikappa che cerca di liberare Lyla, ma, inseguito dagli agenti dell'Agenzia, riesce a fuggire insieme a Paperino. Pikappa rivela di provenire dal XX secolo (durante negli eventi della prima serie) e di essere sulle tracce dell'Agente T32, un tempoliziotto corrotto e doppiogiochista, T32 altri non è che lo stesso criminale che si era presentato a casa di Kay K. Intanto l'Agenzia decide di trovare Pikappa, credendolo un nemico, ma Kay K lo sa che Paperino sa più di quel che dice: ha visto, nelle registrazioni delle telecamere di sicurezza, che DoubleDuck e Pikappa parlavano con fare complice (inoltre Paperino e Paperinik sono evidentemente amici). Paperino le spiega tutto senza però rivelare la propria identità, così Kay decide di fidarsi e aiutarli a trovare T32. Intanto il Tempoliziotto, deciso a entrare nell'Agenzia per liberare Lyla in modo da usarla e così tornare nella propria epoca, incontra lo spietato e ambizioso agente Axel Alpha (noto come l'Agente Zero), gli racconta di venire dal futuro, gli mostra la cronovela (con la quale può spostarsi solo nello spazio, dato che è stata danneggiata) e decide di allearsi con lui. Così pianificano di sottrarre Lyla durante il trasporto dall'Agenzia a una struttura segreta. Anche Pikappa e DoubleDuck decidono di approfittare del trasporto per liberare la povera Lyla, ma Axel Alpha e T32 riescono a fermarli e rapire l'androide per portarla alla Repubblica di Belgravia. Pikappa, DoubleDuck e Kay K non possono far altro che seguirli.
  - Episodio 2 (3154): Nel secondo episodio, Pikappa, DoubleDuck e Kay K entrano a Belgravia come diplomatici di Brutopia. Seguendo il segnale di Lyla, scoprono che si trova in un laboratorio, chiamato Horizon Limited. Lì dentro, decine di scienziati la stanno analizzando, e riparando la cronovela di T32 tramite il tetragonium (già apparso in PKNA 0/2). T32 ha intenzione di ripartire il prima possibile per il XXIII secolo, ma Axel Alpha gli racconta che nessuno conosce i piani segreti di Belgravia e lui ha grandi ambizioni: catturare i capi dell'Organizzazione e della Divisione, i "grandi gruppi" che combattono l'Agenzia. Grazie alla cronovela (ancora danneggiata) li prendono quasi tutti e li consegnano all'Agenzia, facendosi volutamente riconoscere dalle telecamere: è una dimostrazione di potenza. Intanto PK, DoubleDuck e Kay s'intrufolano nel laboratorio e trovano Lyla, che in quel momento si sveglia. Ma l'Agente Zero li aveva già scoperti: T32 getta Pikappa tra le turbine, e tocca a DoubleDuck usare l'Extransformer. Salva il suo "sé dal passato", mentre Kay disarma Axel, e Lyla invece T32. Sembra tutto finito, e a quel punto Kay dà a Lyla la card nascosta dal droide nel suo appartamento: si tratta di un elenco coi codici di tutti gli agenti della Tempolizia, che lui aveva lasciato nella cassaforte di Abel Konnery, perché è un suo avo: infatti il vero nome di T32 è John Konnery, e Kay è una sua antenata. Ma in quel momento Axel riprende la sua arma e la cronovela, ordinando a PK di lasciare lo scudo. Lui lo fa, attivando il sistema 87bis dell'Extransformer che emette un raggio abbagliante come diversivo: l'effetto collaterale, però, è che teletrasporta lo scudo nel passato e in un altro luogo. Kay ne approfitta, ma Axel e T32 fuggono in un laboratorio, dove fanno riparare la cronovela. Lyla cerca di arrestarli, ma loro scappano nel futuro. Non sapendo dove possano essere andati, Lyla porta PK, DoubleDuck e Kay K a Paperopoli. La storia ha tre epiloghi (come Potere e potenza ne aveva due): nel primo, l'Agente Zero e T32 fondano l'Organizzazione, ispirandosi al nome dell'Organizzazione contro cui combatte l'Agenzia (fu un caso il fatto che quest'ultima avesse lo stesso nome di quella apparsa su PKNA, un caso di cui Artibani approfitta). Nel secondo, PK e Lyla tornano nel loro tempo, la fine del ventesimo secolo. Notare che Pikappa dovrebbe dimenticare quest'avventura, ma nulla lo fa capire. Nel terzo invece, l'Agenzia, da poco fondata, trova l'Extransformer che è finito in questo tempo a causa dell'87bis, e lo porta via. Questo avviene in un passato ancor più lontano (si consideri che Paperinik è stato creato da Giovan Battista Carpi ed Elisa Penna nel 1969), mentre Paperino sta prendendo possesso di Villa Rosa, rifugio del ladro gentiluomo Fantomius, insieme a Qui, Quo e Qua in Paperinik il diabolico vendicatore. Questo epilogo mostra le versioni più giovani di Jay J (il futuro terzo direttore dell'Agenzia), Head H (il futuro quarto) e Gizmo e, poiché quando DoubleDuck entrò nell'Agenzia il capo era Hecs X, il primo direttore (vedi DD #9 - Una missione lunga tre giorni, Topolino 2867-2870), si deduce che è a Hecs X che i tre rispondano.

### Cronaca di un ritorno
- Testi: Alessandro Sisti
- Disegni: Claudio Sciarrone (disegni), Max Monteduro (colori)
- Trama: 
  - Episodio 1 (3181): Paperopoli viene colpita da un'ondata di freddo improvvisa, che, tra le altre cose, disattiva temporaneamente le barriere che coprivano la Ducklair Tower dalla città per impedire ai cittadini di vedere che non sta venendo ricostruita, ma solo riparata. Paperino nota la sostituzione di Raksaka con un gargoyle diverso e decide di recarsi alla torre, nei panni di Pikappa. Qui Solomon Hicks gli rivela che ha costruito un nuovo guardiano a difesa della torre, in quanto, secondo lui - ignaro dello scambio effettuato da Moldrock -, Raksaka si era destabilizzato nell'universo pentadimensionale. Pikappa decide di tornare a casa e scopre che in città è giunta una navetta evroniana. La cosa che sbalordisce il papero mascherato è che questi evroniani non hanno idea di chi sia Pikappa. Dopo aver fatto perdere le sue tracce, la navetta torna nello spazio. Con l'aiuto di Hicks, PK scopre che vicino al Sole si trova il planetoide imperiale di Evron, che avrebbe dovuto essere distrutto anni prima dall'invulnerabile Xadhoom. Il papero decide d'imbarcarsi su una navetta spaziale evroniana, custodita nella torre da quando, anni prima, fu usata per tornare sulla Terra, per dirigersi verso il planetoide. PK viene attaccato da navette nemiche, ma, credendo gli alieni che sia uno di loro, in suo soccorso arrivano dal planetoide navette evroniane. Quando il papero mascherato giunge sul pianeta artificiale rivelando di non essere evroniano, gli evroniani cominciano a comportarsi in modo strano, litigando tra loro, cosa molto strana essendo una razza disciplinata di conquistatori. Pikappa viene inviato dal loro capo, chiamato Supremo Assoluto F-F. Questi rivela che loro sono appena giunti in quel luogo della galassia e che sono stati guidati da una vecchia conoscenza di Pikappa: Xadhoom.
  - Episodio 2 (3183): Pikappa riesce a far credere agli evroniani di essere un servitore del grande Imperatore Evroniano riuscendo a guadagnare la loro fiducia. Così facendo il Supremo Assoluto F-F, con i suoi servitori personali Porphioolon e Manootensyon, rivela a Pikappa il loro motivo sul perché si sono diretti sulla Terra. Il Supremo Assoluto F-F rivela di essere un semplice sergente evroniano di nome Bonton che ha dovuto assumere le sembianze di un "imperatore" per guidare gli evroniani verso l'impero. Egli rivela che quando un pianeta evroniano è sovrappopolato gli evroniani creano un altro imperatore, così facendo una parte degli evroniani segue il nuovo leader creando un nuovo impero da un'altra parte della galassia, in modo simile a quanto avviene alle api. Mentre erano alla ricerca dell'impero sono stati attaccati da una misteriosa e aggressiva razza aliena di nome En'tomek, che hanno il compito di giustiziare coloro che ritengono pericolosi. Bonton rivela che gli En'tomek sono riusciti a penetrare nel planetoide occupando una parte di esso, incluso il laboratorio dove si trova Xadhoom priva di sensi. Infatti è estraendo i ricordi dell'alleata di Pikappa che gli evroniani sono riusciti a raggiungere la Terra, perché la sua memoria contiene ricordi di evroniani sul pianeta. L'eroe, desideroso di rivedere la sua amica, decide di supportare gli evroniani contro gli En'tomek in un'epica battaglia. Pikappa con uno stratagemma si fa catturare e riesce a convincere gli En'tomek ad allearsi con lui per sconfiggere gli Evroniani.
  - Episodio 3 (3184): Bonton con alcuni soldati giunge sul luogo per supportare Pikappa e alla fine riescono a riprendere il controllo della zona dove si trova Xadhoom. Pikappa chiede a Porphioolon e Manootensyon di risvegliare l'alleata, tuttavia quest'ultimo nutre dei sospetti su Pikappa e cerca in ogni modo di convincere Bonton che Pikappa in realtà sia un nemico, senza risultati. Nel frattempo Pikappa viene continuamente controllato da un En'tomek e questi cominciano a nutrire dei dubbi sulla fedeltà di Pikappa. Bonton rivela al supereroe che hanno prelevato Xadhoom perché la volevano gli En'tomek, così facendo hanno strappato loro un loro obiettivo. Alla fine Xadhoom riesce a risvegliarsi, ma Pikappa ha dei dubbi sulla reale identità di Xadhoom, poiché la credeva distrutta, ma la scienziata le spiega che, se avesse perso il controllo, si sarebbe trasformata in una nova. Mantenendo il controllo, riformandosi continuamente, era riuscita a diventare una stella per il suo popolo. I satelliti En'tomek, provando ad assorbirla, hanno spento le sue reazioni interne. Pikappa le crede e le spiega che ha un piano per farle riacquistare l'energia (in questo modo Xadhoom potrà tornare a essere la stella della sua gente), e i due si avviano a incontrare gli evroniani.
  - Episodio 4 (3185): Pikappa e Xadhoom, che è stata risvegliata da Porphioolon e Manootensyon, riescono a far credere agli evroniani che anch'essa è una loro alleata e Pikappa chiede loro di aiutare Xadhoom a riacquistare i suoi poteri di manipolazione dell'energia, che appaiono 'spenti'. Manootensyon continua ad avere dei dubbi su Pikappa e prova a controllare nuovamente nei ricordi di Xadhoom scoprendo la verità. Nel frattempo, Xadhoom insieme a Porphioolon crea un congegno per ripristinare i suoi poteri e questi rivela all'aliena e a Pikappa di sapere che loro non sono alleati degli evroniani perché lo ha scoperto dai ricordi di Xadhoom. Porphioolon rivela che Manootensyon voleva creare un collaboratore, un altro membro della casta scientifica evroniana, ma nell'esperimento qualcosa è andato storto e Porphioolon è un evroniano buono. Per non essere ritrasformato in spora, Porphioolon fa credere al suo superiore di essere stupido e incapace. Porphioolon vuole aiutare Pikappa e Xadhoom a sconfiggere gli evroniani e gli En'tomek, tuttavia sul luogo giunge Bonton con Manootensyon, che catturano Pikappa e Xadhoom dicendo di avere scoperto la verità e decidono di giustiziarli. Porphioolon per salvare gli alleati decide di ritrasformare tutti gli evroniani, compreso lui stesso, in spora. PK e Xadhoom si liberano ma vengono ancora catturati dagli En'tomek che li vogliono giustiziare scagliandoli nella loro cella energetica, dove conservano l'energia assorbita dal Sole. Xadhoom si getta e riacquista i poteri. Pikappa e Xadhoom annientano gli En'tomek, recuperano la spora di Porphioolon e con la navetta di Pikappa ritornano sulla Terra prima che il planetoide si schianti sul Sole. Grazie all'aiuto di Hicks, Xadhoom riceve le coordinate per raggiungere il suo pianeta. Pikappa saluta l'amica e chiede a mister Hicks di ritrasformare Porphioolon in un evroniano. Xadhoom raggiunge il suo pianeta ma una volta arrivata scopre che è disabitato.

### Il marchio di Moldrock
- Testi: Francesco Artibani
- Disegni: Lorenzo Pastrovicchio (disegni), Max Monteduro (colori)
- Trama: 
  - Episodio 1 (3205): I potenti guerrieri dell'Orda al servizio di Moldrock, ancora in cerca di Everett Ducklair, occupano il Monastero di Dhasam-Bul. I monaci si teletrasportano a Paperopoli per avvisare Pikappa e Solomon Hicks del pericolo. Così, Pikappa, dopo un sopralluogo, entra in una caverna dove scopre che Moldrock si è liberato dalla sua prigione nell'universo pentadimensionale e intende far sapere della loro presenza ai terrestri, cosicché i migliori scienziati costruiscano per lui e per la sua Orda una nave interstellare per tornare su Corona. Pikappa allora ha un'idea: entrare nell'Universo pentadimensionale per prendere la corona che Everett utilizzò per bloccare i poteri di Moldrock. Qui trova Raksaka, invecchiato per colpa del negatachione. Subito dopo, Pikappa, i monaci e Raksaka tornano a Dhasam-Bul con la speranza che l'idea funzioni, ma invano, poiché Egor, il guerriero del vento, ha sussurrato tutto a Moldrock, il quale nella battaglia che segue distrugge la corona di contenimento.
  - Episodio 2 (3206): Solomon Hicks è costretto a rivelare la presenza dell'Orda a Paperopoli. Quando ogni speranza sembra persa Pikappa ha un'altra idea: contattare il Dipartimento 51 per sapere se l'esercito fosse a conoscenza del Progetto Trauma: il generale Clint E. Westcock conferma, dicendo che al Dipartimento si trova l'infido archiatra Karkadon (che aveva collaborato al progetto insieme a Gorthan), ma che non avrebbe collaborato. Pikappa decide di infiltrarsi e libera Karkadon sfuggendo alla cattura. Ma nel bel mezzo della discussione al 151º piano, Moldrock e i suoi fedeli guerrieri arrivano a Paperopoli e creano una potente barriera che isola la città dal resto del mondo, decisi a mettere i terrestri di fronte a un ultimatum.
  - Episodio 3 (3207): Pikappa e l'archiatra Karkadon partono per il pianeta-carcere Pozzo, dove Trauma è prigioniero in seguito agli eventi di PKNA #10. Arrivati sul posto incappano nei Predoni Grozsnaz, una specie aggressiva formata da creature alte pochi centimetri, che tentano la fuga. Dopo essere stati salvati dal Castigatore da Pikappa, i Predoni, Karkadon e l'eroe si recano alle strutture dove PK scopre che il Pozzo è ora comandato da Nebula Faraday, che è diventata verde come un extraterrestre, a causa del cibo sintetico. Karkadon si ammutina e Nebula cerca di catturare Pikappa, ma riesce a fuggire coi Predoni Grozsnaz, che gli indicano la via per la cella di Trauma. PK lo convince a collaborare con lui in cambio della libertà. La squadra cerca di evadere ma Trauma viene stordito e Pikappa, circondato da guardie e carcerati.
  - Episodio 4 (3208): Pikappa riesce a fuggire dal Pozzo senza Trauma e i Predoni Grozsnaz. Ormai bisogna guardare in faccia la realtà: l'Orda ha deciso di distruggere il deposito di Paperon de' Paperoni ma viene fermata dal nostro eroe. Mentre si ritrova alle strette, arriva un'astronave coroniana guidata da Everett Ducklair e Uno, con a bordo Trauma e i Predoni Grozsnaz, i quali allontanano Goraz e Ragnar, due guerrieri dell'Orda. Si scopre che, quando Pikappa trasportò la Ducklair Tower nell'universo pentadimensionale, era partito un messaggio programmato per avvertire Everett. Ormai è la resa dei conti: Pikappa e Trauma affrontano Moldrock e i suoi guerrieri spaventandoli e portandoli nell'universo pentadimensionale mediante i poteri di teletrasporto del Priore di Dhasam-Bul. Per ultimo, viene fermato Moldrock, che apprende da Everett la verità sul passato: per colpa sua, Everett ha trascorso una vita che non avrebbe mai voluto, lavorando incessantemente al contenimento di Moldrock e della sua Orda, congelando la sua stessa esistenza nel tempo grazie al negatachione, finché la popolazione coroniana non decise per l'esecuzione del tiranno e dei suoi guerrieri. Everett, allora, fuggì da Corona portando Moldrock e l'Orda con sé sulla Terra e continuando le sue ricerche lì, fino a sviluppare il varco per l'universo pentadimensionale dove poterli esiliare per sempre, lasciandoli in vita. Questo significa che Moldrock ha un debito nei confronti di Everett. Così Moldrock rinuncia alla sua vendetta e si fa riportare nell'Universo Pentadimensionale dai suoi guerrieri. Adesso Solomon Hicks continuerà a dirigere la Fondazione Ducklair, Everett e i monaci tornano al Monastero di Dhasam-Bul, e Pikappa e Uno sono di nuovo felicemente una squadra.

### L'orizzonte degli eventi
- Testi: Francesco Artibani
- Disegni: Lorenzo Pastrovicchio (disegni), Max Monteduro (colori)
- Trama: 
  - Episodio 1 (3250): L'episodio si apre con la diabolica Korinna Ducklair, la figlia maggiore di Everett, al comando di una temibile astronave che testa tecnologie belliche di frontiera. Intanto, nel passato, il famigerato Razziatore sta depredando una piramide egizia dei suoi tesori, ma mentre tenta di tornare al suo tempo la sua cronovela sembra non funzionare; la causa sembra essere la microcontrazione, il fenomeno scoperto in PKNA #43 che rendeva i viaggi nel tempo impossibili ma che durante gli eventi di PKNE #1 sembrava annullato. Il Razziatore decide quindi di recarsi nel XXI secolo per capire che sta succedendo. Qui Paperino ha un lavoro ufficiale come autista per Solomon Hicks, il quale gestisce la Fondazione Ducklair, mentre Uno è tornato a gestire la Ducklair Tower. Paperino però si ritrova il Razziatore a casa sua poiché la cronovela lo ha trasportato lì. Il Razziatore gli racconta cosa è successo e i due si recano da Uno per capire qualcosa di più al riguardo, ma durante il tragitto s'imbattono in una potente e minacciosa creatura aliena, e solo il provvidenziale intervento di Uno riesce a neutralizzarla. Visto il susseguirsi degli eventi, Everett Ducklair viene allertato e ritorna a Paperopoli. Dopo essere messo al corrente della situazione, egli rivela che la creatura proviene da oltre l'orizzonte degli eventi e la microcontrazione osservata dal Razziatore è certamente collegata all'arrivo dell'alieno sulla Terra. Everett crede che Corona, il suo pianeta d'origine, con il ritorno e la presa del potere da parte di Korinna e sua sorella Juniper, la quale ora è regina, si sia dato al pieno espansionismo militare e che probabilmente le figlie abbiano portato avanti le sue ricerche sull'orizzonte degli eventi e abbiano realizzato una macchina in grado di trasformare la materia oscura (quella che alimentava Moldrock) in energia. La macchina sarebbe in grado di controllare tutta l'energia del Raggio Nero e potrebbe devastare e creare interi mondi: Pikappa, il Razziatore, Uno ed Everett decidono perciò di partire alla volta di Corona per meglio comprendere cosa stia accadendo, mentre a Solomon Hicks viene lasciata in custodia Paperopoli. Dopo aver osservato la partenza del gruppo, Hicks invita Lyla per un'intervista richiesta dalla giornalista, la quale ha riconosciuto in lui un droide e non ha mancato di fargli delle domande molto scomode al riguardo, ma Solomon la stordisce a tradimento e le impianta un ricordo distorto di sé stesso. Alla fine Solomon si incontra con una persona, che si rivela essere Korinna.
  - Episodio 2 (3251): Durante il loro viaggio per il pianeta Corona, il Razziatore chiede a Everett che cosa ci sia oltre l'orizzonte degli eventi. Everett inizia quindi a raccontare che dopo aver lasciato la Terra ed essere tornato su Corona, alla fine di PK² 18, venne imprigionato da sua moglie Serifa Ducklair, in quanto lei non gli aveva mai perdonato il fatto di aver portato via dal pianeta Korinna e Juniper. La prima entrò a far parte del gran consiglio, mentre la seconda nell'unità scientifica. Fu proprio quest'ultima a scoprire gli studi di Everett sull'orizzonte degli eventi, capendo che la materia oscura che componeva l'universo era in realtà una barriera che lo divide da altri mondi, e che i poteri di Moldrock provenivano da uno strappo della stessa. Con l'appoggio di sua madre e di sua sorella, Korinna continuò le ricerche di suo padre, oltrepassando parzialmente l'orizzonte degli eventi, scoprendo, tra le altre cose, nuove forme di vita, e iniziando a costruire una stazione spaziale che, sfruttando l'energia della materia oscura, sarebbe stata in grado di aprire le porte verso nuovi universi, e la chiamò Ultima, in quanto essa sarebbe stata l'arma definitiva di Corona per la conquista dell'universo. Everett conclude il suo racconto dicendo che dopo essere evaso, ha tentato di fermare la realizzazione di Ultima, mentre Serifa, a causa di un incidente in laboratorio, è scomparsa nel nulla, forse spedita in un'altra dimensione. Mentre la nave di Everett si appresta a raggiungere Corona, viene attaccata da alcuni vascelli Coroniani, e invasa da Drakariani (ovvero la razza aliena affrontata a Paperopoli, proveniente dall'orizzonte degli eventi); mentre Uno ed Everett cercano di riparare i danni subiti dall'attacco, Pikappa e il Razziatore vanno ad affrontare i nemici, venendo sopraffatti a causa della superiorità numerica dei Drakariani, e costretti alla fuga. Mentre scappano, si imbattono in alcuni degli uomini che erano presenti sulle navi nemiche, e mentre il Razziatore li tiene a bada, Pikappa torna nella sala comandi, dove vede Everett sparire dopo essere stato colpito dal raggio di una pistola. Resisi conto che la nave sta per esplodere, Pikappa, il Razziatore e Uno scappano, mentre su Corona, Korinna e Juniper vengono informate su quello che è appena successo.
  - Episodio 3 (3252): Pikappa, il Razziatore e Uno si rifugiano sulla sesta luna di Corona, dove Everett si è nascosto per anni. Nella base i tre ricevono un messaggio telepatico d'aiuto da parte di Everett, che rivela di essere prigioniero nella Torre delle scienze. Nel frattempo Everett riceve la visita delle figlie che gli rivelano di non avere intenzione di fermare i propri piani e che presto domineranno l'universo e tutto il multiverso. Pikappa e il Razziatore, con l'aiuto di Uno, riescono a intrufolarsi nella torre. Dopo aver affrontato diversi soldati s'imbattono in Korinna e questa, con i suoi poteri telepatici, controlla la mente del Razziatore che si scaglia contro Pikappa, credendo che il vigilante mascherato gli stia portando via suo figlio Trip. Sul luogo giunge Everett, liberatosi dalla sua prigione grazie a Uno, che salva i due da Korinna stordendola. Pikappa e il Razziatore propongono la fuga ma Everett dice che nella torre in cui si trovano ha avvertito una presenza e vuole scoprire di cosa si tratta. I tre si recano nel luogo prestabilito e a sorpresa trovano Solomon Hicks, completamente modificato e trasformato in un droide da combattimento. Qui il guardiano rivela che il suo compito è di proteggere quello che si trova nella torre e di non nuocere alla famiglia Ducklair; inoltre rivela che è sempre stato al servizio delle figlie di Everett da quando queste, durante gli eventi di  PK², hanno trovato la Camera Omega e hanno modificato il suo programma; da allora obbedisce esclusivamente a loro (ma non può nuocere a Everett in quanto è il suo creatore) e ha fornito loro informazioni su tutto quello che è accaduto sulla Terra. Alla fine i tre sconfiggono Solomon e scoprono cosa stava sorvegliando, ovvero Moldrock. Questi rivela che è stato catturato da Solomon nell'universo pentadimensionale e condotto dalle figlie di Everett per sfruttare il suo potere alimentando la stazione Ultima, e chiede a Everett di essere liberato.
  - Episodio 4 (3253): L'intero pianeta è setacciato alla ricerca dei fuggitivi Pikappa, il Razziatore ed Everett Ducklair, mentre i piani di completamento di Ultima proseguono indisturbati. I nostri eroi però hanno le idee chiare: intrufolarsi nel Cenobio delle Telepati per ottenere delle informazioni più di dettaglio sul piano delle sorelle Ducklair, incluso il ruolo di Moldrock. Una volta all'interno rintracciano la Magistra Corba, consigliera personale della regina Juniper, con la quale Everett inizia uno scontro mentale. Everett ha acquisito diverse tecniche durante la permanenza sulla Terra e riesce a sopraffare la Magistra e capire i piani di Korinna e Juniper: pare che Moldrock abbia il ruolo di catalizzatore all'interno del progetto di conversione energetica della materia oscura. Frattanto Korinna prosegue le sperimentazioni per gestire l'esposizione alle radiazioni della materia oscura ed è decisa più che mai a proseguire con le attività di finalizzazione del progetto, mentre sua sorella Juniper non sembra essere convinta che i rischi siano controllabili. Così Moldrock viene condotto su una nave per raggiungere Ultima. Pikappa, il Razziatore ed Everett attaccano il trasporto. La colluttazione si risolve nella liberazione di Moldrock, che però rivela che intende scatenare tutta la potenza del Raggio Nero e diventare, di nuovo, il sovrano assoluto di Corona e dell'Universo, portando avanti i progetti di Korinna.
  - Episodio 5 (3254): Pikappa, il Razziatore ed Everett hanno liberato Moldrock, destinato da Korinna a essere usato come convertitore all'interno dell'impianto a reazione della stazione Ultima e, dunque, condannato per l'eternità a regolare il flusso del Raggio Nero trasformando l'energia della materia oscura in forza creatrice o distruttiva. Moldrock promette riconoscenza, ma marcia verso il palazzo reale deciso a riprendersi il suo trono, una volta per tutte. Di soppiatto Pikappa, il Razziatore ed Everett riescono a raggiungere Ultima, apparentemente abbandonata nel tentativo dei coroniani di trattare con Moldrock, con lo scopo di sabotarne il funzionamento. La stazione non è però completamente vuota: Solomon (abbandonate le vesti da androide) è rimasto a fare la guardia. Uno si scontra con il Custode della Camera Omega e, alla fine, riesce a disabilitare le direttive di Korinna e ripristinarne il funzionamento originario. Moldrock sta per imbarcarsi su Ultima al fine di utilizzare in prima persona la stazione-arma come mezzo di conquista dell'Universo. La presenza dei nostri eroi a bordo non passa inosservata e i tempi per il sabotaggio perciò stringono. Il piano è quello di colpire il punto debole della stazione, collocato al fondo di uno stretto e pericoloso cunicolo. La tuta a nanoparticelle di Pikappa viene caricata dal Custode della Camera Omega alla massima potenza utilizzando l'energia della stazione. Moldrock raggiunge il gruppo e non c'è più tempo per mettere in atto il piano. Così Pikappa sprigiona tutta l'energia accumulata in un poderoso destro con il quale lo colpisce, ed è sufficiente a metterlo KO. I coroniani riprendono così il controllo della situazione e Korinna può procedere con l'esperimento. Le porte del Multiverso vengono così spalancate da Ultima. Improvvisamente, però, si scatena una serie di gravi problemi tecnici che compromettono la sicurezza della struttura. Korinna non vuole abbandonare la nave e il Custode resta al suo fianco mentre Pikappa, il Razziatore, Everett, Juniper e l'equipaggio fuggono appena in tempo. Everett ritorna così al fianco del suo popolo per guidarlo verso un nuovo ciclo e iniziare le ricerche di Korinna. Mentre la ragazza è dispersa nel Multiverso, dopo la sconfitta definitiva di Moldrock, viene intercettata e trovata da una nave guidata dagli alieni molto somiglianti agli evroniani, il cui imperatore ordina di portarla a bordo. Per quanto riguarda Paperinik, fa ritorno a Paperopoli, pronto a pensare al futuro, e questa volta con Uno al suo fianco come ai vecchi tempi.

### Droidi
- Testi: Alessandro Sisti
- Disegni: Claudio Sciarrone (disegni), Claudio Sciarrone, Irene Fornari e Andrea Stracchi (colori)
- Trama: 
  - Episodio 1 (3287): Nella Paperopoli del 2179, Pikappa si risveglia misteriosamente stordito dopo un combattimento; al suo fianco c’è Tyrrel Duckard. Il supereroe mascherato non ricorda perché abbia viaggiato nel futuro, chi fosse il suo avversario e se Duckard sia un nemico o un alleato. Duckard, prima in un bar e poi nell'ufficio da investigatore privato che gli serve da copertura, espone a PK la sua versione dei fatti. Dopo il loro primo incontro in PK² 5, il droide è stato reintegrato nella tempolizia e ora è in missione per rintracciare tre droidi evasi dal 23. secolo e appartenenti al miliardario Ruvo Chandra: la segretaria Zyba, la guardia del corpo Soren e la "replica attante" (sosia da usare come controfigura) Moris. Si teme che i tre abbiano raggiunto il 2179, l’anno in cui la Robolab di Odin Eidolon iniziò la produzione di droidi, per alterare il corso della storia. PK, in séguito a una foto (di cui lui non ha il minimo ricordo) che lo mostra assieme a Soren, è stato arruolato come partner di Duckard. I due hanno localizzato il rifugio dei tre fuggiaschi ma Soren è riuscito a cogliere di sorpresa PK e a fuggire con i suoi compagni. Ciò che accade subito dopo sembra però smentire la storia di Tyrrel. L’agente della tempolizia è fermato da un poliziotto, l’ispettore Wuff, intenzionato a interrogarlo mentre Soren, incontrato per strada, conosce di fama Pikappa e lo accoglie cordialmente. Pikappa acconsente a seguire Soren al mercato, per incontrare Zyba e Moris. Prima dell'arrivo dei due, però, riappare Tyrrel Duckard, che, deciso e spietato come sempre, fa fuoco su Soren col suo inibitore, una sorta di pistola a raggi che disattiva i droidi senza danneggiare gli esseri viventi. Soren, esanime, è riportato nel XXIII secolo.
  - Episodio 2 (3288): Dei due evasi ancora liberi, Moris trova, su una barchetta di carta lasciata per terra, un messaggio di Pikappa, che gli fissa un appuntamento sul tetto della Ducklair Tower. Invece Zyba, dopo aver assistito all'imminente cattura di Soren, si rifugia nel garage di un grattacielo, sempre la Ducklair Tower, ora sede della Robolab. Lì la fuggiasca incontra Leonard Vertighel, ancora giovane ma già il secondo esperto mondiale di ingegneria robotica. Lo scienziato la invita nel suo laboratorio e le mostra 986, il modello del droide cui sta lavorando per conto di Odin Eidolon. Intanto, PK e Tyrrel hanno un violento diverbio, e il supereroe mascherato, stanco dell'arroganza e dei misteri del cosiddetto socio, decide di abbandonarlo e proseguire le indagini da solo. Si reca quindi all'appuntamento con Moris. L'"attante" è ad attenderlo nel luogo convenuto ma, prima che PK abbia potuto trovare una risposta alle domande che lo assillano, la conversazione è interrotta da un messaggio di Zyba, che chiede a Moris di raggiungerla da Vertighel. PK e Moris sono però preceduti da Tyrrel, che è riuscito a localizzare la droide in fuga prima di loro, e che fa irruzione nel laboratorio. Il cinico agente colpisce senza pietà, col suo inibitore, prima 986, appena animata grazie ai dati ricevuti da Zyba, e poi la stessa Zyba, disattivata e riportata nel suo secolo, nonostante i disperati tentativi di Vertighel per salvarla.
  - Episodio 3 (3289): Pikappa e Moris, appesi allo scudo extransformer, assistono alla scena da fuori dalla finestra; poi raggiungono l’ultimo piano della torre, dove si trova Odin Eidolon. Moris racconta la sua storia. Nel 2298, Ruvo Chandra, in procinto di diventare ministro della robotica, è deciso a sbarazzarsi del suo rivale in affari Eldos Eidolon (ufficialmente, il nipote di Odin; in realtà, un'ulteriore nuova identità assunta da Uno). Il suo obiettivo è nazionalizzare e poi chiudere le industrie Eidolon, diffondendo fake news e sabotando la produzione di droidi, in modo che sul mercato restino soltanto i robot prodotti da lui e dai suoi associati. Una copia del piano è però, per errore, consegnata al sosia di Chandra, Moris, che, per sfuggire al destino che attende i suoi simili, è fuggito nel 2179 assieme ai suoi due amici. A questo punto, irrompe Tyrrel, che ingaggia un duello a colpi di inibitore con PK; quando l’eroe sta per soccombere, è salvato dall'arrivo di Wuff e di due robopoliziotti. L'ispettore, che in incognito è anche il droide-sentinella della tempolizia per il ventiduesimo secolo, rivela nuovi retroscena. Tyrrel, allontanato dalla tempolizia perché considerato troppo instabile, si era messo al servizio di Chandra come investigatore privato. Wulf aveva però tenuto sotto stretta sorveglianza sia lui, sia PK ed era subito intervenuto, non appena la centrale della tempolizia aveva saputo del complotto di Chandra. Il droide traditore è riportato nel 2298, dove lui e il suo cliente pagheranno per le loro colpe. Una volta che PK è rimasto solo, appare Uno. Il computer, senza mostrarsi, aveva ascoltato il racconto di Moris (il che gli consentirà, in futuro, di smascherare il complotto di Chandra) e aveva aiutato PK contro Tyrrel. L’eroe, per la prima volta, mostra di aver capito chi si nasconderà dietro l'identità di Odin Eidolon; poi, in attesa di essere riportato nel suo tempo, si addormenta su un divano. A questo punto, dalla parole di Uno, si ha un’ultima straordinaria rivelazione: quello che abbiamo visto agire finora non era il vero PK. Tyrrel, dopo aver stordito l'eroe originale, ne aveva copiato la memoria e l'aveva riversata in un droide. Il colpo di scena non giunge del tutto improvviso. Già nel primo episodio, Soren aveva espresso il dubbio che la memoria di PK fosse stata manipolata, per spiegare la sua insolita abilità nel modellare barchette di carta; più tardi, Tyrrel aveva rintracciato l'eroe grazie a un segnalatore di droidi. Nelle ultime vignette Uno disattiva il PK-droide e ne copia la memoria per poterla eventualmente riconsegnare al suo amico in un incontro futuro.

### Una leggendaria notte qualunque
- Testi: Alessandro Sisti
- Disegni: Lorenzo Pastrovicchio (disegni), Michela Frare (chine), Andrea Stracchi e Irene Fornari (colori)
- Trama (3407): È l'anniversario del primo incontro fra Pikappa e Uno. Per l'occasione, il computer convoca il supereroe sul tetto della Ducklair Tower e, per la stessa via usata tanti anni prima (attraverso la bocca di un gargoyle ed un condotto nascosto), lo trascina nel piano segreto del grattacielo, dove ad attenderlo ci sono, in forma di ologramma, i personaggi della sua prima avventura. In attesa dell'arrivo di Lyla Lay, l'unica altra invitata alla festa, PK e Uno fanno un bilancio della situazione, che dopo tante minacce alla pace dell'universo sembra finalmente tranquilla. L'atmosfera allegra e serena è però turbata una serie di fatti inesplicabili: una finta astronave della repubblica di Belgravia, che è in realtà un ologramma, sembra attaccare la Ducklair Tower; Lyla scopre alcuni intrusi, travestiti da tecnici, che approfittano della confusione per penetrare nel grattacielo; Uno rileva la presenza nei sotterranei di un viaggiatore nel tempo. PK si reca sul luogo e vi trova il Razziatore. Il ladro gentiluomo sostiene di dover proteggere la spora di Porphioolon da un nemico venuto a distruggerla dal futuro, per impedire che da essa nasca un grande scienziato le cui scoperte saranno fondamentali per la storia. Nonostante le perplessità di Uno, PK dà fiducia al Razziatore, soprattutto dopo che Lyla gli ha comunicato la presenza dei falsi tecnici. PK e Lyla attaccano gli intrusi, che subito si arrendono. Essi sono in realtà dei pacifici viaggiatori del tempo, giunti in visita dal ventiduesimo secolo con regolare permesso della tempolizia. Il Razziatore ha però approfittato della diversione per entrare nella cella di sostentamento della spora. Lì, sotto gli occhi di PK, Uno e Lyla, il pirata riassume il suo vero aspetto, quello di Grrodon. L'ultimo evroniano tiene a bada i due con una evron-gun e racconta le sue vicende dopo l'ultimo scontro con PK. Fuggito dal pozzo in cui era stato gettato, ha violato i computer della Ducklair Tower, nel periodo in cui erano gestiti dal Custode della Camera Omega, e scoperto l'esistenza della spora. Deciso a impadronirsene per creare da lei un nuovo esercito, ha creato una diversione con la finta astronave di Belgravia e, grazie alle sue doti di mutaforma, è entrato nella torre sotto le mentite spoglie prima di un pompiere e poi del Razziatore. Lyla, immune alla evron-gun, strappa a Grrodon la spora e Pk finisce di sconfiggerlo con le risorse del suo scudo. Il vecchio evroniano riesce però a fuggire, a bordo di un piccolo disco volante, senza che Uno e Lyla intervengano. I due spiegano a PK di aver dovuto agire così, perché la sconfitta definitiva di Grrodon poteva causare un paradosso temporale. I tre amici riprendono la festa interrotta, mentre i viaggiatori del tempo, noncuranti dei guai che hanno provocato con la loro sola presenza, tornano nel loro secolo. Nell'anno 2245, a Paperopoli, si festeggia il 250º anniversario della comparsa di PK. Per l’occasione, sono mostrati i filmati dell’eroe in azione, che i viaggiatori del tempo hanno realizzato per conto di Ducklas Styvesant. Mentre il regista discute con l'attore Burton La Valle della possibilità di realizzare una serie Pivù su PK, è avvicinato da Grrodon, sotto le sue mentite spoglie con il nome di Gordon, che gli si offre come assistente.

### Zona franca
- Testi: Alessandro Sisti
- Disegni: Lorenzo Pastrovicchio (disegni), Andrea Stracchi e Irene Fornari (colori)
- Trama: 
  - Episodio 1 (3437): Dopo molti anni, alcuni terroristi tentano un sabotaggio a quella stessa centrale, ma sono immediatamente fermati e spediti a mille chilometri di distanza dai misteriosi vigilantes, dotati di un potere di teletrasporto simile a quello del Razziatore. La società immobiliare che adesso possiede il quartiere, Paperopoli Domani, è infatti decisa a impedire nella zona qualunque crimine che possa attirare l'attenzione della polizia o di Pikappa. Intanto a Canale 00, Angus Fangus, offeso perché gli è stato rifiutato un appartamento nel quartiere, inizia una campagna di stampa contro la Paperopoli Domani. Lyla Lay e il direttore Ziggy Flagstarr all'inizio prendono la cosa sul ridere, ma poi la bella androide accetta volontariamente di aiutare il burbero collega nelle indagini sull'Hotel Avvenire, un albergo di lusso costruito dall'agenzia, e al centro di strani traffici di persone. Lyla affitta una camera all'hotel, sotto una falsa identità, ma è subito scoperta dalla portiera dell'albergo. Durante la sua ronda, PK incontra quest'ultima, che sostiene di essere Lena Thorn, un'agente della Tempolizia, chiamata a sostituire Lyla, ormai obsoleta. Uno scopre però che Lena mente affermando di essere una droide. Poco dopo, PK salva Angus da Anders, un brutale agente di sorveglianza dell'hotel. I due malinconici rivali stipulano una tregua e il giornalista conferma che Lyla, ufficialmente in vacanza, è stata in realtà rapita. È ormai chiaro che l'albergo serve da copertura a qualche manovra della tempolizia o di pirati del tempo, e PK decide di intervenire in prima persona. Uno gli propone di utilizzare uno dei PK robot combattenti che sta mettendo a punto, ma l'eroe mascherato preferisce intervenire subito, con le sue armi tradizionali.
  - Episodio 2 (3438): Angus Fangus si reca alla sede della P.B.I. e denuncia il rapimento di Lyla a Mary Ann Flagstarr, promossa come nuova capitano. Costei dapprima diffida del giornalista ma, dopo un colloquio telefonico col fratello Ziggy, nuovo direttore di Canale 00, decide di intervenire. All'Hotel Avvenire, PK affronta Lena. La scaltra e infida papera, allora, gli presenta i due veri capi di Paperopoli Domani: Axel Alpha (Agente Zero) e John Konnery (Agente T32). I due, sconfitti da Pikappa, DoubleDuck, Lyla e Kay K, in PKNE #4, si erano rifugiati per un soffio nel futuro e avevano creato, assieme a Velena Thorn, detta Lena, l'Organizzazione, il cartello criminale specializzato nei viaggi nel tempo a scopo illecito. L'albergo serve loro da base e crono-stazione clandestina. Il luogo è stato scelto perché il quartiere, dopo gli eventi di PKNA #3, esiste in una linea temporale alternativa, quindi in una zona franca fuori dal controllo della tempolizia. Axel e John propongono all'eroe un accordo: essere ignorati in cambio dell'impegno a non commettere reati nel ventunesimo secolo e mantenere l'ordine nel quartiere. PK rifiuta di prendere in considerazione la proposta finché non avrà trovato Lyla. In realtà, i due capi della spietata Organizzazione sono già diventati nemici-rivali e intrigano l'uno contro l'altro. John e Lena, all'insaputa di Axel, hanno preso prigioniera Lyla, che, per un incidente al momento della cattura, è finita in un loop temporale senza uscita. Pikappa, con l'aiuto di Uno, rintraccia il luogo in cui si trova la sua amica, ma è a sua volta catturato e legato. Si trova quindi in mezzo al regolamento di conti fra Axel e John. Per fortuna, nel locale irrompe il PK-robot, che Uno è riuscito a completare, e che manovra a distanza. La nuova arma è dotata anche di un meccanismo, il cronogancio, che impedisce agli avversari il viaggio nel tempo, Pikappa, liberatosi e messosi ai comandi del robot, cerca di utilizzare il cronogancio per salvare Lyla, ma cade con lei nel loop. I due ne escono e ritornano nel presente grazie a un provvidenziale inconveniente tecnico (le batterie del PK-robot si scaricano). A decidere definitivamente la battaglia, arriva la tempolizia, che arresta John e Lena e fa sparire tutti i macchinari provenienti dal futuro. Arrivano anche gli agenti della PBI, guidati dalla Flagstarr e con Angus al seguito. Axel Alpha, nella confusione, fugge, coperto dal casco di Camera 8, l'operatore del giornalista. Le forze dell'ordine ed Angus Fangus credono alla versione data da Lyla: l'albergo serviva a nascondere dei criminali ricercati e il responsabile di tutto era Axel Alpha. Il cinico giornalista ha così avuto uno scoop e può vantarsi in televisione di aver sventato un piano criminale; non rinuncia però, secondo il suo solito, a lanciare un'assurda frecciata contro il suo rivale Pikappa.

### Rinascita
- Testi: Tito Faraci
- Disegni: Lorenzo Pastrovicchio (disegni), Michela Frare (chine), Andrea Stracchi (colori)
- Trama (3545): 
  - Episodio 1 (Atto primo): Un'astronave evroniana lancia una navicella sul Pozzo; da essa, dopo l'atterraggio, esce Pikappa. Un breve flashback lascia intuire che il supereroe mascherato, a Paperopoli, è caduto in un agguato dei subdoli alieni ed è poi stato gettato sul pianeta prigione. Dall'ultima visita di Pikappa in PKNE #6, gli evroniani hanno evacuato il Pozzo, portando con sè tutte le astronavi, ed il luogo è caduto ancora di più nel caos. I prigionieri rimasti hanno perso ogni possibilità di evasione e sono esposti agli attacchi del sistema di sorveglianza, il Castigatore, ormai fuori controllo. Una donna dal viso mascherato, chiamata Kora, ha preso il posto di Nebula Faraday  e tiranneggia il pianeta con l'aiuto del terribile generale evroniano Trauma. Appena atterrato, Pikappa si trova davanti tre esseri mostruosi, vagamenti simili a una scimmia in armatura, un insetto ed un uccello con quattro mani, ed è costretto a ingaggiare battaglia. Con l'aiuto dello scudo extransformer, tiene testa ai primi due, ma è sopraffatto dall'uccello, che lo ha colpito alle spalle. Interviene allora un generoso e impavido guerriero spaziale di nome Kilborg, dotato di straordinaria agilità e di una micidiale ascia bipenne, che ferma il combattimento. Pikappa e Kilborg, prima ancora di essersi presentati, devono combattere assieme contro un robot del Castigatore. Ammirato dalle doti di combattimento del terrestre, Kilborg gli offre ospitalità nel suo rifiglio e lo informa della situazione nel Pozzo; il guerriero, per quanto forte e coraggioso, appare ormai rassegnato alla sua situazione senza uscita. Intanto, la "scimmia aliena" si è recata nel palazzo di Kora e l'ha informata dell'arrivo di Pikappa. La spietata tiranna mascherata si reca al rifugio di Kilborg, alla guida di un esercito di mostri e accompagnata da Trauma. Pikappa deve così affrontare di nuovo il suo più temibile avversario.
  - Episodio 2 (Atto secondo): Trauma sconfigge e cattura Pikappa, e Kora fa lo stesso con il proprio vecchio nemico Kilborg, intervenuto generosamente a difesa del nuovo arrivato. Durante il combattimento, Trauma spiega di essere tornato volontariamente nel Pozzo, dopo che ha costretto ai Predoni Grozsnaz, perché lì può realizzare la sua vocazione: comandare sui deboli attraverso la forza e la paura. I due prigionieri sono portati nel palazzo di Kora, coperti di catene e sottoposti ad un primo interrogatorio. La situazione sembra senza speranza, ma Pikappa, prima di cadere, ha miniaturizzato e nascosto nella manica del costume l’extransformer. Una volta solo con Kilborg, riesce, contorcendosi, a prendere in mano lo scudo e ad usarne il raggio per liberare dalle catene sé stesso e il suo compagno. Kilborg rivela allora a Pikappa di conoscere una via d'uscita dal Pozzo. Nel palazzo di Kora, si trova un piccolo spazioporto abbandonato con una navetta, guidando la quale si può raggiungere il pianeta più vicino. Un nuovo flashback rivela che Pikappa non è stato gettato sul pianeta, ma vi è tornato volontariamente. Il suo vecchio nemico Gorthan, mostrandogli alcuni evroniani visibilmente deperiti, gli ha chiesto aiuto per salvare la sua razza  dalla degenerazione fisica. L'unica cura possibile è un generatore di energia, la cui chiave si trova però nel Pozzo, legata al collo di Kilborg. Pikappa, comprensibilmente riluttante a compiere una missione pericolosissima per il bene dei suoi peggiori nemici, ha finito per cedere quando Gorthan ha fatto appello al suo senso dell'umanità. Fuggendo per i corridoi del palazzo, Pikappa e Kilborg trovano al varco Kora e Trauma e ne segue una nuova, accanita battaglia. Trauma esercita il suo potere di incutere paura. Pikappa rivive un ricordo penoso, che lo ossessiona da quando è sbarcato sul pianeta: da ragazzo, fu fermato per strada e malmenato da alcuni bulletti (episodio già narrato in PKNA #10). Allora, l'arrivo e l'intervento dello zio Paperone salvò il suo giovane nipote Paperino. Oggi, è Kilborg che interviene a salvare Pikappa, stordendo pesantemente Trauma con un colpo di ascia e liberando il suo alleato dall'incubo. I due fuggitivi, dopo un ultimo combattimento con Kora allo spazioporto, si impadroniscono della navetta e lasciano l'infernale pianeta.
  - Episodio 3 (Epilogo): La navetta raggiunge il pianeta a destinazione. A questo punto, Pikappa dovrebbe stordire Kilborg e rubargli la chiave, ma gli ripugna tradire chi ha fatto tanto per lui. Comunque, allo spazio porto il supereroe mascherato sembra tener fede agli accordi, e consegnare la chiave al cinico e sleale capo-branca evroniano Gorthan e agli altri soldati, che hanno ripreso il loro consueto aspetto minaccioso. Subito dopo, però, dalla navetta esce Kilborg in piena forma, e i crudeli alieni sono messi rapidamente in fuga. In realtà, Pikappa ha confessato tutto al suo nuovo amico e costui, a sua volta, gli ha svelato le menzogne di Gorthan. Gli evroniani, anche se indeboliti, non rischiano affatto l'estinzione e il loro vero obiettivo è recuperare la capacità di creare coolflame. I due avventurosi alleati sono vincitori e liberi di tornare ai loro pianeti. Solo allora, però, Pikappa si accorge di non conoscere la rotta per la Terra.

### Metallo pesante
- Testi: Tito Faraci
- Disegni: Lorenzo Pastrovicchio (disegni), Michela Frare (chine), Irene Fornari (colori)
- Trama (3596): Riuscito a liberarsi dagli evroniani, ora Pikappa e Kilborg devono ora lasciare lo spazioporto e tornare ai loro rispettivi pianeti. I due protagonisti salgono a bordo di un'astronave deserta che affascina Kilborg per il suo designo. Il vascello si rivela dotato di vita propria e capace di leggere nella mente dei suoi passeggeri. Dopo che Kilborg si è messo ai comandi, infatti, l'astronave fa spontaneamente rotta verso il luogo pensato dal suo pilota e atterra su un pianeta semidesertico, vicino a un villaggio. Lì, l'avventuriero è accolto come un eroe, ma stranamente, la cosa sembra solo infastidirlo. Gli abitanti del villaggio chiedono il suo aiuto contro la banda del capitano Globber, un singolare pirata spaziale dal carattere melanconico e meno crudele ma quanto così ambiguo e sentimentalismo. Egli sostiene, infatti, di essere rattristato dalle sue cattive azioni ma di doverle compiere ugualmente perché, secondo una sua contorta filosofia, l'ordine delle cose richiede la presenza degli antagonisti. Kilborg rifiuta di impegnarsi ma, proprio in quel momento, due pirati compiono un’incursione a bordo di moto volanti e cercano di impadronirsi dell'astronave. Pikappa e Kilborg li sconfiggono e mettono in fuga facilmente ma, appena passato il pericolo, Kilborg torna al suo atteggiamento freddo e distaccato. I due fuggitivi riferiscono a Globber, che ordina un'immediata rappresaglia. La sera, Kilborg apre a Pikappa qualche squarcio sul suo passato. Anche se lui non si considera un eroe, le circostanze l’hanno regolarmente costretto a combattere il male e difendere i deboli. L'unico luogo in cui si è sentito a casa è stato quel pianeta, ma anche da lì è dovuto partire, per sfuggire alla reputazione di eroe e alle sue pesanti responsabilità. Il racconto viene interrotto dall'attacco dei pirati. A terra, gli uomini di Globber aggrediscono Kilborg, Pikappa e gli abitanti del villaggio; in cielo, il capitano guida l'operazione dal suo galeone volante. I due eroi sembrano avere la meglio e obbligare gli assalitori alla ritirata, ma l'imboscata era un semplice diversivo, per attirare tutti allo scoperto ed esporli al fuoco d'artiglieria della nave. Mentre Kilborg porta in salvo i villici, Pikappa, volando con il suo scudo extransformer, sale al bordo del galeone, dove lo attende Globber, a bordo di una moto volante. I due avversari combattono un accanito duello aereo finché il supereroe mascherato, utilizzando il commutatore gravitazionale dello scudo, decuplica il peso del suo avversario e lo abbatte. Kilborg completa l'opera: alla guida dell'astronave, colpisce il galeone e lo fa schiantare al suolo. Sconfitti, i pirati accettano di ricostruire il villaggio distrutto nella battaglia, e di integrarsi con la popolazione locale; addirittura, Globber diventa il protettore del villaggio al posto di Kilborg. I due eroi lasciano il pianeta, che non ha più bisogno di loro, e l'astronave, leggendo i desideri nella mente di Pikappa, li porta in vista del pianeta Terra.

## CicloTopolino Fuoriserie

### Saga dei Galaxy-Gate

#### Un nuovo eroe(Topolino Fuoriserie 1)
- Testi: Roberto Gagnor
- Disegni: Alberto Lavoradori (disegni e chine), Irene Fornari e Andrea Stracchi (colori)
- Trama: 
  - Ritratto di un nuovo eroe (Topolino 3335): Mentre Paperino è in visita da Uno alla Ducklair Tower, i sensori del computer rilevano un oggetto volante non identificato che precipita verso Paperopoli. PK va in missione nello spazio e sale sulla strano UFO, che è stato appena abbandonato dal pilota. Manovrando alla cieca il misterioso oggetto che sembra guidare l'astronave, PK riesce ad allontanarla dal cielo di Paperopoli e a salvare l'intera città.
  - Grosso guaio su Shikaar: PK si risveglia, senza ricordare come vi sia arrivato, in un gelido campo di lavoro sul pianeta minerario di Shikaar, governato dall'ingegnere Derrick, un alieno dall'aspetto vagamente insettiforme. Lì, PK, come gli altri prigionieri, è costretto a estrarre il minerale karium in condizioni di schiavitù e a portare una catena elettronica che gli impedisce di fuggire. L'eroe, oltre alle angherie dei guardiani, i mastini, deve subire quelle di Hellenoire la spietata, la caporiona dei prigionieri, che arriva a confiscargli il berretto da marinaio di Paperino; riesce comunque a stringere preziose amicizie, col cuoco Chanook e col funzionario robot Klums, e a scoprire che Derrick è in combutta con un misterioso agente evroniano di alto rango, Tuiroon. Intanto, sulla terra, Uno e Lyla Lay cercano di rintracciare l'amico e scoprono che l'oggetto sull'astronave era un Galaxy-Gate, uno strumento per viaggiare nel tempo e nello spazio, potentissimo ma instabile. Su Shikaar, PK ha elaborato un piano per restituire la libertà a sé e ai suoi compagni; per realizzarlo ha però bisogno di un dodger, uno strumento che disattiva temporaneamente le catene elettroniche. L'unico a possederne uno è Hellenoire, tutt'altro che disponibile a rovesciare un sistema in cui gode di una condizione di privilegio. Per ottenere il prezioso strumento, PK affronta Hellenoire a un duello nell'Arena Segreta. Quella sera stessa PK, con armi e armature costruiti fortunosamente da Klums, affronta il campione di Hellenoire, il gigantesco bruto Senzanome (forse uno dei Senzanome incontrati da un altro Pikappa in un universo parallelo).
  - Ricostruire un eroe: Dopo aver cercato inutilmente di compensare la propria inferiorità con l'astuzia, PK si guadagna la simpatia del suo avversario dandogli ciò che desiderava di più, un nome (Ed, come le iniziali di Everett Ducklair), e lo induce a dichiararsi vinto. Ottenuto così il dodger, PK lascia il campo di lavoro e raggiunge i rottami dell’astronave. Lì recupera lo scudo extransformer e lancia un messaggio a Uno. Inoltre, prima consultando il diario di bordo, e poi da un colloquio fra Tuiroon e Derrick che l'eroe ascolta assieme a Hellenoire, scopre i retroscena della vicenda. Tuiroon, un evroniano di casta alta, scacciato dai suoi stessi compagni di razza per la sua megalomania, è intenzionato a sottomettere prima Evron e poi tutti i pianeti e tutte le linee temporali esistenti. Per i suoi malvagi piani ha inventato i Galaxy-Gate e utilizza il karium estratto da Derrick per decuplicare la crescita delle spore evroniane, e crearsi un esercito personale, i Decimator. L'attacco alla Terra, fallito a causa dell'instabilità del Galaxy-Gate, doveva essere un primo test del suo piano di conquista. Di fronte a tanta folle ambizione, anche Hellenoire, fino a poco prima ostile a Pikappa, decide di schierarsi con il supereroe. Klums disattiva le catene elettroniche, e la rivolta dei minatori può finalmente scoppiare. Nonostante il coraggio dimostrato, gli insorti, dopo aver sconfitto i mastini, sembrano essere sopraffatti dagli spietati Decimator. Quando però Pikappa, rimasto da solo contro Tuiroon e sul punto di essere coolflamizzato, sconfigge e costringe alla fuga il suo peggior nemico, il suo esempio ridà forza ai compagni, che riescono a ribaltare la situazione. Il Galaxy-Gate resta in mano a Derrick, che intende servirsene per raggiungere con il suo denaro un rifugio sicuro su un altro pianeta. PK lo insegue ma, nella mischia, l'oggetto entra in funzione e trasporta i due contendenti in una landa desertica. Lì si trovano di fronte un gigantesco robot guerriero, il Danger Dome. Intanto, Uno e Lyla riescono finalmente a contattare Shikaar, dove si è costituito un governo democratico che sfrutterà il karium a scopi pacifici. I suoi membri (Hellenoire la spietata, Klums, Chanook ed Ed), in omaggio a PK, si fanno chiamare i PK-Corps e indossano una mascherina nera negli occhi. Uno, Lyla e i PK-Corps uniscono le loro forze per ritrovare l'eroe disperso e per rintracciare e distruggere tutti i Galaxy-Gate.

#### Danger Dome(Topolino Fuoriserie 2)
- Testi: Roberto Gagnor
- Disegni: Roberto Vian (disegni e chine), Irene Fornari e Andrea Stracchi (colori)
- Trama: 
  - Dentro la fortezza: Nel breve prologo, si vede Tuiroon, esiliato sul pianeta Shikaar, aprire una botola su cui sono incisi misteriosi caratteri, e penetrare in un sotterraneo, dove si trova un essere gigantesco e dall'aspetto mostruoso. PK e Derrick sono inseguiti dal Danger Dome, una sorta di fortezza semovente, che serve a Tuiroon da base mobile; i due sono catturati dai Decimator e rinchiusi in una cella. Intanto, i quattro membri del PK-Corps (Hellenoire la spietata, Klums, Chanook ed Ed) assieme ad Uno e a Lyla Lay organizzano una spedizione di soccorso a bordo di una scavatrice riadattata; durante il viaggio, Uno scopre che il pianeta Shikaar è stato rinchiuso da Tuiroon in una bolla al di fuori dello spazio e del tempo. PK e Derrick, pur se controvoglia, si alleano per tentare l'evasione. L'insetto alieno, sfruttando la capacità della sua razza di riassumere l'aspetto di larva, riesce a sorprendere e a stordire il guardiano. Mentre attraversa la sala macchine, PK è stordito dai vapori del carburante. Derrick, nonostante il suo ostentato cinismo, rinuncia alla possibilità di liberarsi del supereroe e gli salva la vita. In seguito, i due raggiungono la stanza, dove sono custoditi i Galaxy-Gate. PK s'impadronisce dei potentissimi manufatti, ma è subito sorpreso da Tuiroon e dai Decimator. Pikappa riesce ad aprire una breccia e a uscire dal Danger Dome, ma lui e Derrick stanno per essere sopraffatti dai ben più numerosi avversari; li salva l'arrivo dei PK-Corps. PK e Derrick si uniscono ai loro soccorritori sulla scavatrice. Dopo una furibonda battaglia, Lyla, con una manovra spericolata, fa saltare un canyon all'automezzo e mette così al sicuro l'eterogenea compagnia.
  - I laghi di Xavin: PK e i suoi alleati si rifugiano in una zona selvaggia e ricca di reperti fossili. Uno, studiando i Galaxy-Gate, scopre che sono molto più antichi e potenti di quanto lui stesso immaginasse, in grado di modificare definitivamente il continuo spazio-temporale. Per questo, decide di organizzare al più presto un teletrasporto verso la Terra, in modo da mettere al sicuro i preziosi oggetti nella Ducklair Tower. Il mattino dopo, però, poco prima che il teletrasporto sia effettuato, arriva il Danger Dome. Tuiroon, con un rapido duello, sconfigge e stordisce PK, recupera i Galaxy-Gate e cattura gli altri membri del gruppo, a eccezione di Uno. La fortezza mobile si dirige verso i laghi di Xavin, dove Tuiroon ha posto il favo per la creazione del suo esercito privato. L'evroniano si è anche procurato, con un attacco alla miniera dell'episodio precedente, il carium necessario per l'operazione, e sembra trionfare su tutta la linea. Uno, però, è sfuggito alla cattura e si è riversato nei server del Danger Dome, da dove disattiva le sbarre elettroniche della cella dove sono tenuti i prigionieri. Di nuovo, si hanno un'evasione e una battaglia fra il gruppo di PK e i Decimator, inclusi quelli appena nati dal favo. Combattendo a fianco a fianco, Lyla ed Hellenoire, che fino ad allora si sono punzecchiate continuamente, diventano amiche. Secondo il piano di PK, Derrick, approfittando della confusione, s'impadronisce dei Galaxy-Gate. Tuiroon gli propone una nuova alleanza ma l'insetto alieno, dopo un momento di esitazione, si schiera definitivamente dalla parte giusta e consegna gli oggetti contesi a PK. PK, pur consapevole che l'arma è pericolosa anche per lui, lancia una piccola parte dell'immenso potere dei Galaxy-Gate contro il Danger Dome. La fortezza mobile è distrutta, l'esercito di Tuiroon è messo in fuga, ma l'agente evroniano sopravvive e riappare quella sera stessa, mentre PK e i suoi alleati, attorno al fuoco, stanno facendo piani per l'avvenire. Tuiroon afferra un Galaxy-Gate e se ne serve per sbalzare Pikappa indietro nel tempo, nella preistoria di Shikaar. Lì, il supereroe mascherato incontra inconsapevolmente un valoroso guerriero dall'aspetto minaccioso, di nome Ur-Evron.

#### Ur-Evron(Topolino Fuoriserie 3)
- Testi: Roberto Gagnor e Alessandro Sisti
- Disegni: Roberto Vian (disegni e chine), Irene Fornari e Andrea Stracchi (colori)
- Trama: 
  - Il barbaro e la spora: Nel passato remoto, il nuovo venuto, Ur-Evron, è un guerriero che difende il suo villaggio dagli alieni che hanno invaso Shikaar: le "Spore". Queste sono gli antenati degli Evroniani, fisicamente molto più deboli ma altrettanto cattivi e già in grado di divorare le emozioni altrui, usando la lava del vulcano Kulflam. Li comanda la Spora Alfa, che nella sua cittadella sta lavorando a uno strumento per viaggiare nello spazio e nel tempo (il Galaxy-Gate). In un primo momento, Ur-Evron aggredisce Pikappa, scambiandolo per un nemico; presto, tuttavia, i due combattono fianco a fianco contro le spore che hanno attaccato il villaggio e imparano a stimarsi. La sera, il guerriero, forte, leale, eroico e coraggioso e insieme di animo gentile, presenta a PK la moglie Ahra e il giovane nipote Gohr e gli chiede di unirsi a lui nell'attacco alla cittadella delle spore. PK accetta, anche perché spera così di impadronirsi di un Galaxy-Gate con cui tornare a casa. Il giorno dopo, PK, Ur-Evron e i suoi uomini partono per la spedizione, mentre il bellicoso Gohr, controvoglia, rimane a proteggere il villaggio. L'attacco alla cittadella, per quanto accanito, si rivela più facile del previsto. PK è però turbato dalla violenza di cui Ur-Evron dà prova nei combattimenti. La Spora Alfa rivela a Ur-Evron che, se ha incontrato poca resistenza, è stato perché la maggior parte delle spore ha approfittato della sua assenza per attaccare il villaggio e ridurre i suoi abitanti a coolflame. Sconvolto, il guerriero si lancia contro il suo nemico, e ne è assorbito. Nasce così il primo evroniano, che unisce la malvagità e il genio scientifico della spora alla forza e alle doti guerriere di Ur-Evron. Nel presente, gli alleati di Pikappa (Uno, Lyla, i PK-Corps e il pentito Derrick), pur se preoccupati per la scomparsa del loro amico, si preparano a partire per la Terra, portandosi dietro il prigioniero Tuiroon. Questi, però, appare stranamente tranquillo, come se avesse veramente compiuto un suo piano segreto.
  - Scelte e conseguenze: Nel passato remoto, PK, profondamente turbato dalla scena a cui ha appena assistito, cerca rifugio in una caverna: la stessa dove sono custoditi i Galaxy-Gate, creati dalla spora e trovati da Tuiroon milioni di anni più tardi. Il supereroe sente il richiamo degli oggetti ed è diviso fra il desiderio di servirsene a scopi buoni e la paura di sconvolgere il flusso spazio-temporale. Finalmente, cede alla tentazione e decide di usarne uno per salvare l'amico e impedire la nascita dell'Impero Evroniano. PK torna indietro nel tempo, alla mattina di quello stesso giorno. Questa volta, abbandona la spedizione diretta alla cittadella e torna al villaggio, proprio mentre le spore lo stanno attaccando. Nonostante il comportamento pavido di Gohr, gli invasori sono respinti. Poi PK si reca alla cittadella e lì riesce a impedire la fusione tra la Spora Alfa ed Ur-Evron. Apparentemente, il bene ha trionfato: Ur-Evron e la sua gente sono salvi, l'Imperio Evroniano è stato cancellato dalla storia, i Galaxy-Gate sono distrutti, salvo uno che consentirà a PK di tornare a casa. Il supereroe mascherato è però inquieto: ha avuto delle visioni di sé stesso, in una versione cupa e malvagia, e la Spora Alfa prigioniera, tenebrosamente, gli rinfaccia di aver realizzato i piani dell'"inviato del tempo" Tuiroon, credendo di sventarli. Nel presente, i PK-Corps, seguendo le istruzioni di Uno, hanno costruito, dai rottami del Danger Dome, un'astronave in grado di raggiungere la Terra. Durante il salto interspaziale, però, Uno, Lyla e il prigioniero Tuiroon spariscono improvvisamente e gli altri passeggeri perdono la memoria. PK, tornato a Paperopoli, trova la città distrutta, la Ducklair Tower ridotta ad un enorme rudere, il deposito di Paperon de' Paperoni e la statua di Cornelius Coot rasi al suolo, i cittadini ridotti a schiavi degli evroniani. Da un enorme schermo, Tuiroon annuncia "l'alba dell'era di Evron e dei suoi infiniti giorni".

#### I giorni di Evron(Topolino Fuoriserie 4)
- Testi: Alessandro Sisti
- Disegni: Lorenzo Pastrovicchio (disegni e chine), Andrea Stracchi (colori)
- Trama: 
  - Buio sul mondo: Pikappa si trova in un universo completamente diverso da quello che conosce, e inoltre indietro di diversi anni rispetto al suo presente. In questa realtà, Paperinik è stato abbattuto dagli evroniani, il giorno stesso dell'invasione ed Everett Ducklair non ha mai creato Uno, per cui la stessa esistenza di Pikappa è un'anomalia. C'è però un misterioso guerriero che ne usa il nome per combattere gli invasori. Di fronte alla devastazione di Paperopoli, Pikappa, in un accesso di furore, attacca e mette in fuga due soldati evroniani. L'inutile bravata rivela a Tuiroon, la presenza sulla Terra del suo nemico. Il supereroe raggiunge poi la Ducklailr Tower e, nei suoi sotterranei, si incontra con un ancor giovane Everett Ducklair. Il geniale scienziato aveva scoperto prima di tutti l'arrivo della flotta evroniana, ma non era stato creduto dalle autorità. Non aveva potuto impedire la distruzione del grattacielo a suo nome, ma aveva perlomeno potuto mettere in salvo nei sotterranei la sua astronave e un intero arsenale di armi apocalittiche. Ciononostante, Ducklair rifiuta la proposta di unirsi a Pikappa contro gli evroniani; la sua sola preoccupazione, adesso, è lasciare la Terra per mettere in salvo se stesso e le figlie Korinna e Juniper. Acconsente tuttavia a lasciare Pikappa, il rifugio e le armi, in cambio dell'aiuto nella fuga. Appreso dalla radio che è in corso una battaglia tra "Pikappa" e gli evroniani, l'eroe ne approfitta per capire chi sia il suo emulo. Si tratta nientemeno che del Razziatore. Il pirata era sfuggito agli effetti del cambiamento nella storia, perché si trovava fuori dal flusso del tempo, nel carcere di Time 0, da cui poi era riuscito ad evadere. Pikappa, il Razziatore ed Everett, riuniti nel rifugio di quest'ultimo, fanno il punto della situazione e decidono le prossime mosse contro Tuiroon. Come sempre, però, il Razziatore ha un piano segreto.
  - Il vento è cambiato: L'astronave con a bordo i PK-Corps (Hellenoire la spietata, Klums, Chanook ed Ed) e il clandestino Derrick è catturata dagli evroniani. I cinque viaggiatori, in seguito ai cambiamenti nel flusso temporale, non ricordano nulla delle loro recenti avventure al fianco di Pikappa e sono tornati alle loro personalità originarie. A Paperopoli, PK e il Razziatore cercano il modo di penetrare nel quartier generale di Tuiroon. Nei pressi dell'edificio, incontrano Stefan Vladuck, che in questa realtà non ha assunto l'identità di Camera 9 e continua a svolgere clandestinamente l'attività di fotografo, sperando che i suoi scatti possano servire a qualcuno. In effetti, studiando quelle immagini, Everett identifica la camera blindata dove sono nascosti i Galaxy-Gate. Intanto, il Razziatore riferisce ad una misteriosa agente. I due alleati, a bordo di un mezzo corazzato, penetrano nel quartier generale. Pikappa fa saltare in aria il centro di controllo astronavale. Grazie al sabotaggio, Everett può lasciare il pianeta, passando indisturbato con la sua astronave fra la flotta evroniana. Pikappa e il Razziatore si dirigono ora verso la Stanza dei Galaxy-Gate quando, nei corridoi della base, appare Hellenoire, alla guida dei PK-Corps, che invita il supereroe a seguirla. In realtà, l'aliena ha accettato di fare da esca per Tuiroon, e non ha problemi a consegnargli quello che per lei è uno sconosciuto. Pikappa cade nella trappola, ma anche Hellenoire e i suoi compagni sono a loro volta traditi dall'evroniano, e ceduti a Derrick come schiavi. Mentre il Razziatore si mette in salvo col teletrasporto, Tuiroon rivela a Pikappa alcune scomode verità. L'intervento dell'eroe sul passato a Shikaar ha fatto nascere una nuova razza evroniana, ancora più potente e invincibile di quella precedente, che Tuiroon ha guidato nel corso dei secoli, viaggiando nel tempo, e di cui ora è il supremo comandante. Lo stesso Pikappa, inoltre, è stato corrotto dal potere dei Galaxy-Gate, come provano le sue sempre più frequenti crisi di furore. Tuiroon lascia Pikappa prigioniero in un campo di confinamento, sicuro che il supereroe mascherato, in preda ai dubbi, finirà per cedere al suo lato oscuro e allearsi con lui. La situazione disperata è risolta dall'arrivo di una pattuglia della Tempolizia, guidata dalla coraggiosa agente Lyla Lay, e affiancata dal Razziatore. La droide libera e porta in salvo Pikappa, dopo avergli spiegato alcuni retroscena. La tempolizia, resasi conto di un'alterazione nella linea del tempo, aveva inviato in missione investigativa nel ventunesimo secolo il Razziatore, in cambio della grazia. Il pirata aveva sempre agito in stretto contatto con Lyla, finché, dai discorsi di Tuiroon, aveva capito che l'origine dell'anomalia stava negli eventi sui Shikaar. Mentre Pikappa, ritrovata la fiducia in sé stesso, è deciso a rimediare al suo errore, mentre Ducklair sulla sua astronave vede un trasporto evroniano lasciare la Terra. Sospettando che dentro possa esservi Pikappa prigioniero, Everett rimanda la sua fuga e decide di intervenire in aiuto al supereroe.

#### Obsidian(Topolino Fuoriserie 5)
- Testi: Roberto Gagnor
- Disegni: Lorenzo Pastrovicchio (disegni e chine), Andrea Stracchi (colori)
- Trama: 
  - La cassaforte: A Time 0, Pikappa si lascia convincere da Lyla Lay a entrare in una bolla cronostatica. Fuori dal tempo, il supereroe può così riflettere su sé stesso e capire quanto l'uso del Galaxy-Gate abbia agito negativamente su di lui. Appare sempre più urgente ripristinare la linea temporale originaria. La cosa, tuttavia, sembra pressoché impossibile, poiché tutti i Galaxy-Gate di Tuiroon hanno esaurito il potere, salvo uno, conservato su uno degli Obsidian. Questi sono una sorta di enormi cassette di sicurezza, dalle dimensioni di un pianeta, dove gli oggetti preziosi lasciati in deposito sono protetti da ogni sorta di trappole, materiali o mentali. Lo stesso Razziatore, quando ha tentato di svaligiarne uno, è stato respinto. Intanto, Everett Ducklair, con la sua astronave, ha abbordato la nave-prigione degli evroniani e liberato gli ex membri dei PK-Corps: Hellenoire la spietata, Klums, Chanook ed Ed (che ha ripreso la sua identità di Senzanome). I quattro sono intenzionati a riscattare il loro tradimento aiutando Pikappa contro il tiranno Tuiroon ed Everett, dapprima deciso a raggiungere Corona al più presto, sceglie prima di unirsi a loro. Sulla nave evroniana si trova anche Derrick che, col suo consueto opportunismo, si mette subito a disposizione di Everett. Pikappa, Lyla e il Razziatore hanno deciso di tentare comunque la rischiosa impresa di Obsidian. A bordo di un mezzo della tempolizia, il Dagger, raggiungono il pianeta-cassaforte e hanno un primo scontro contro i caccia evroniani che lo difendono. Li aiuta l'astronave di Everett, che ha raggiunto il luogo seguendo le indicazioni di Derrick. Viene steso un piano per forzare l'Obsidian, anche se tutti sono consapevoli che si tratta di una missione suicida, con scarsissime possibilità di successo. Mentre Everett e Lyla resteranno sull'astronave per lanciare il fuoco di copertura, una pattuglia di sette persone (Pikappa, il Razziatore, Hellenoire, Klums, Chanook, Ed e Derrick) sguscerà fra le difese evroniane (le astronavi e i soldati Decimator), scenderà sulla superficie del pianeta e supererà le trappole. La prima parte del piano riesce e la pattuglia raggiunge Obsidian, anche se con una perdita. Ed ha la tuta lacerata nello scontro con i Decimator e deve tornare sull'astronave. Ben più insidiose si rivelano tuttavia le trappole che proteggono il Galaxy-Gate. Nella prima trappola è una serratura a combinazione tecno-organica. Il robot Klums, tentando di scassinarla, è infettato e assorbito da un virus, ma grazie al suo sacrificio, la porta si apre.
  - Ogni porta ha un prezzo: Ai cinque superstiti rimasti appare l'ologramma di Tuiroon. Da questo momento in poi, Pikappa deve combattere anche una continua battaglia psicologica contro le parole del malvagio evroniano, che cerca costantemente di minare la sua fiducia in sé stesso. Nella seconda trappola è una nebbia che risveglia le paure più profonde. Derrick, codardo nonostante il suo cinismo e arroganza esteriore, si dà alla fuga. Nella terza trappola è la porta dei rimorsi, che risveglia il dolore per gli errori commessi. La porta respinge Hellenoire, che non può perdonarsi il tradimento dello scorso albo; lascia invece passare PK e Chinook (che non hanno commesso azioni malvagie, almeno coscientemente) e, infine, il Razziatore (troppo cinico e riluttante per provare rimorsi). Nella quarta trappola è l'abisso del dubbio, che può essere superato solo saltando sopra dei solidi sospesi nel vuoto. Anche il Razziatore, di fronte alla prova, si spaventa e si ritira col teletrasporto. Nella quinta e ultima trappola è la porta della stanza del Galaxy-Gate, che disgrega chi vi entra per primo. Appare di nuovo Tuiroon, che racconta la sua storia. Emarginato dagli altri evroniani per la sua natura di mutante e il suo spirito ribelle, egli aveva, grazie ai suoi studi storici, scoperto che la sua razza era nata dall'unione fra Ur-Evron e la Spora Alfa. Rifugiatosi su Shikaar, dopo aver ritrovato in una grotta i Galaxy-Gate, se ne era servito per crearsi un esercito personale; con esso, aveva tentato l'invasione sulla Terra, fallita a causa dell'intervento di PK. Tuiroon era quindi arrivato alla conclusione che gli evroniani sarebbero stati ancora più potenti e spietati se la Spora Alfa, anziché con il guerriero, si fosse unita con un soggetto senza scrupoli, come Gohr, il nipote di Ur-Evron. PK, cambiando il passato e salvando l'eroico barbaro, aveva in realtà realizzato il piano del suo nemico. Pikappa è deciso a passare la porta per primo e a dare la propria vita, ma Chinook, a cui Everett e Lyla avevano ordinato in precedenza di salvare a ogni costo il supereroe e di evitare i suoi inutili eroismi, l'unico in grado di correggere l'anomalia, lo paralizza momentaneamente e si sacrifica in lacrime al suo posto. Grazie alla generosità del cuoco, Pikappa può afferrare l'ultimo Galaxy-Gate. In una suggestiva sequenza onirica, Pikappa sente, sempre più forti, gli inviti del proprio alter-ego cattivo e di Tuiroon a passare dalla parte del male, ma è salvato dall'apparizione di Paperino (cioè, della propria parte umana e non eroica). Libero ormai dalla corruzione del potere che si era annidata dentro di lui. Subito dopo ricompare il Razziatore pentito della sua fuga. Con l'ultimo Galaxy-Gate a disposizione PK è tutto pronto a rimettere le cose a posto nel tempo per il gran finale contro Tuiroon e il suo potente esercito evroniano.

#### I giorni di Pikappa(Topolino Fuoriserie 6)
- Testi: Roberto Gagnor e Alessandro Sisti
- Disegni: Vitale Mangiatordi (disegni e chine)
- Trama: 
  - In cerca del destino: Pikappa, dopo il viaggio al cuore dell'Obsidian, è padrone del Galaxy-Gate e libero dal suo influsso maligno, ma la sua missione, ristabilire la linea temporale alterata, è appena all'inizio. Il Razziatore teletrasporta l'eroe mascherato alla superficie, dove si trovano Hellenore e Derrick. I quattro superstiti della spedizione sono doppiamente assediati, dai Decimator sbarcati a terra e dalla flotta di Tuiroon che circonda il planetoide. Pikappa gioca d'astuzia. Prima stordisce una pattuglia di Decimator e si procura così quattro jet pack (tute dotate di razzi); poi distrae l'attenzione del comandante nemico fingendo di arrendersi, per poi, improvvisamente, sfrecciare verso il cielo assieme ai suoi tre compagni. I quattro fuggiaschi devono combattere una durissima battaglia finale nello spazio per forzare il blocco evroniano. Riescono alla fine a raggiungere l'astronave di Everett Ducklair, grazie all'intervento di Lyla Lay ed Ed. Appare di nuovo l'ologramma di Tuiroon, e anche stavolta l'ignobile evroniano mutante alterna le lusinghe verso Pikappa alle minacce di rappresaglie contro il pianeta Terra. Derrick rivela di aver sempre odiato gli evroniani, anche quando li serviva per opportunismo. Per questo ha convinto Tuiroon a nascondere il Galaxy-Gate sull'Obsidian: perché sapeva, o sperava, che un eroe come Pikappa sarebbe riuscito a violare il pianetoide.
  - Soltanto potere: Il gruppo dei fuggitivi si separa. Everett Ducklair riparte finalmente per Corona, Pikappa torna su Shikaar per rimediare al suo errore, e il Razziatore, all'ultimo momento, decide di seguirlo; Lyla Lay porta gli altri a Time 0, al sicuro dalla flotta evroniana. Pikappa e il Razziatore si ritrovano nella grotta dei Galaxy-Gate, pochi attimi prima che venga scoperta da Tuiroon. Il supereroe ha infatti capito che i Galaxy-Gate, come qualunque forma di potere, in sé stessi sono neutri ed è chi li usa a renderli buoni o cattivi. Così, Tuiroon non è più il primo a trovare i potentissimi oggetti e non può infettarli con la sua crudeltà, perché sono già sotto il controllo di Pikappa. Tuiroon lascia la grotta scornato, ma una volta alla superficie scopre che sul pianeta è approdata l'astronave dell'archiatra Zoster, sotto la guida del capitano evroniano Retkon; stavolta, il mutante non ha avuto il tempo di schermare Shikaar per nascondersi dal suo inseguitore. Zoster punisce senza pietà Tuiroon riducendolo allo stato di spora; quel che resta dello sventurato cade nel cratere spento del vulcano Kulflam, lo stesso che milioni di anni prima ospitava il nido della Spora Alfa. Pikappa si chiede se i due nemici che ha affrontato in due epoche diverse non fossero la stessa persona, ma non c’è tempo per tali discussioni. Zoster, infatti, completa l'opera distruggendo Shikaar, e Pikappa e il Razziatore si teletrasportano appena in tempo. Con la scomparsa di Tuiroon, in ogni caso, la linea temporale cambia di nuovo e tutti gli eventi della serie, a partire dall'attacco alla Terra, sono cancellati dalla storia. Solo Paperino ne conserva la memoria, ma anche Uno e Lyla stentano a credergli.

### Saga del Ragno d'Oro

#### La danza del Ragno d'Oro(Topolino Fuoriserie 7)
- Testi: Alessandro Sisti
- Disegni: Paolo Mottura (disegni e chine)
- Trama: Prologo: in un tempio, situato non si sa dove, un gruppo delle strane figure mascherate e incappucciate esegue una danza sacra, sotto l'occhio attento di una misteriosa donna, conosciuta come la Soave Signora, e di due scienziati. Questi osservano che il rito non produce energia mistica a sufficienza. Alla città di Paperopoli, dopo la scomparsa e l'assenza di Everett Ducklair e Solomon Hicks, la Ducklair Tower è passata in mano alla SVAMP (Società per la Valorizzazione dei Monumenti Paperopolesi), che ne ha affittato i locali ad associazioni culturali o sportive. Ben dieci piani sono occupati da Reboot, una società della giovane dottoressa Dunia Voyda (una nuova imprenditrice, scienziata e filantropa, mentre Paperino la definisce come la "Everett Ducklair al femminile"); lì vicino, si trova la palestra dell'Aracne Sporting Club, diretta dal culturista Bulbi. Dal piano segreto, Uno continua a sorvegliare la situazione e a tenersi in contatto con Paperino, alias Pikappa. Il computer avverte il supereroe che un caccia evroniano è atterrato nel deserto. A bordo, però, non ci sono gli alieni invasori ma la sua formidabile alleata extraterrestre, Xadhoom. La scienziata xerbiana, dopo aver cercato inutilmente di rintracciare il suo popolo (scomparso al termine di PKNE #5) è tornata sulla terra, a chiedere asilo agli ultimi amici rimasti. Xadhoom si stabilisce all'ultimo piano della Ducklair Tower, e passa il tempo facendo ricerche scientifiche e osservando lo spettacolo delle correnti di energia che scorrono lungo il grattacielo. Una sera, decide di visitare gli uffici della Reboot; lì, ha uno scontro con i misteriosi individui incappucciati. Il mattino dopo, Paperopoli si è trasformata in una città utopistica, ricca di giardini e governata dal "Ragno d'Oro"; tutti gli abitanti indossano il kimono, e perfino Paperino e i suoi nipotini mostrano un insolito entusiasmo per il lavoro e lo studio. Paperino è stato preso da Xadhoom, che ha l'aspetto di una palla di fuoco, e portato all'ultimo piano della Ducklair Tower; lì, egli ritrova il suo abbigliamento e la sua personalità consueti. Uno spiega a Paperino cos'è successo, qualcuno ha utilizzato l'energia raccolta dal grattacielo per creare un mondo alternativo, un sogno comune di milioni di menti. Uno riesce a stento a tenerne fuori l'ultimo piano del grattacielo, usando i generatori di emergenza, ma non è in grado di comunicare con l’esterno. Solo Xadhoom, in quanto aliena, è immune all'incantesimo. Il nuovo mondo è tuttavia ancora instabile, e spesso i suoi abitanti svaniscono o tornano alla realtà consueta. PK e Xadhoom scendono ai piani successivi della torre per indagare; il primo indossa uno stabilizzatore, creato da Uno, che lo tiene ancorato alla realtà oggettiva, I due sospettano di Dunya, che aveva manifestato in precedenza analoghi progetti di rinnovamento utopistici, ma l'ispezione alla Reboot non porta a risultati. I due si recano allora all'Aracne, dove si svolge la danza del ragno d'oro, sotto la guida di Buibi. Fra i danzatori, vi sono Dunia e i suoi tecnici, anch'essi plagiati. Buibi scatena contro i due intrusi gli Amorfi, androidi di pietra. Xadhoom li tiene a bada, ma quando Bulbi la minaccia con un'arma sconosciuta, preferisce ritirarsi. Intanto, PK ha portato in salvo Dunia. I tre si dividono i compiti: Xadhoom parte alla ricerca del "nodo ineffabile", il luogo a cui è inviata l'energia della torre; Dunia cerca di disconnettere il piano con la palestra; PK le guarda le spalle, dopo averle ceduto lo stabilizzatore, creato da Uno, che lo teneva ancorato alla realtà oggettiva. Dopo aver sconfitto facilmente gli Amorfi, Pikappa deve affrontare Bulbi. Il cattivo, dopo avergli spiegato il suo piano (creare un mondo pacifico e paradisiaco, agendo sulle menti dell'intera umanità) rivolge la sua bacchetta contro di lui e lo sottopone al suo volere. Dunia, nonostante il suo genio scientifico, non riesce a fermare il flusso di energia. I cambiamenti alla realtà stanno per diventare permanenti. In quel preciso momento, però, Xadhoom identifica il "nodo ineffabile", un'isola artificiale agli antipodi, e lo distrugge. A Paperopoli, l'incantesimo cessa improvvisamente. Bulbi e i suoi aiutanti riescono comunque a sfuggire, teletrasportati dalla Soave Signora. PK tranquillizza i paperopolesi, attribuendo gli strani fenomeni all'opera non meglio identificati alieni, e presenta alla popolazione Xadhoom, che da ora in poi lo affiancherà come eroina della città di Paperopoli. I due potranno inoltre contare sulla collaborazione di Dunia, che, a differenza di tutti gli altri inquilini, ha deciso di mantenere i suoi uffici nella torre. Il lieto fine non è però completo. Nella loro base, la Soave Signora e Bulbi progettano la loro rivincita. Al monastero di Dhasam-Bul, anche dopo che tutto è tornato alla normalità, il priore appare molto inquieto e preoccupato per l'avvenire.

#### Makemake(Topolino Fuoriserie 8)
- Testi: Alessandro Sisti
- Disegni: Marco Mazzarello (disegni e chine), Irene Fornari (colori)
- Trama: Dopo gli avvenimenti narrati nella storia precedente, Uno, Xadhoom e la società Reboot di Dunia Voyda si dividono i piani superiori della Ducklair Tower. Uno sorveglia le attività di Dunia e contemporaneamente cerca di proteggere i propri segreti dalla curiosità dalla papera. La geniale scienziata-imprenditrice prepara la messa in orbita di uno shuttle per estendere le proprie attività nello spazio. Il giorno del lancio, tuttavia, accade un fatto strano. Un UFO atterra nella base della Reboot e si impadronisce della volontà delle guardie; queste, indossate delle armature, si ammutinano e si impadroniscono dell'impianto, catturando i tecnici. Dunia accorre sul luogo, seguita a ruota da Pikappa. Prima che il supereroe possa intervenire, però, l'UFO riparte e le guardie escono dallo stato d'ipnosi. PK, dalle descrizioni dei testimoni e dalla foggia delle armature, riconosce nei minacciosi alieni, gli En'tomek (stessi nemici già affrontati in PKNE #5). Una volta che la situazione alla base è tornata alla normalità, sia Dunia sia Uno indagano sulla misteriosa incursione. La prima, assieme ai suoi tecnici, studia attentamente le armature aliene e scopre che gli elmetti contengono un sistema di comunicazione. Il computer localizza la base degli En'tomek in una stazione spaziale nell'orbita di Makemake, un asteroide (realmente esistente) ai confini estremi del sistema solare. Pikappa e Xadhoom partono per una missione nello spazio, a bordo dell'astrocaccia evroniano, teatro di PKNE #5, rimasto da allora nascosto nell'hangar della Ducklair Tower. L'astronave è stata rimaneggiata da Uno e ribattezzata il Pikaccia. Uno, dopo aver riversato una sua copia ridotta nello scudo extransformer per fare da pilota, avverte però Pikappa che, a causa dell'enorme distanza fra la Terra e Makemake, gli sarà praticamente impossibile comunicare direttamente con lui. Con un salto nell'iperspazio, i due supereroi raggiungono l'orbita di Makemake e hanno una prima scaramuccia con gli En'tomek. I robot alieni non oppongono resistenza e invitano PK a un incontro pacifico nella loro base. L'eroe accetta, ma lascia Xadhoom di guardia all'esterno. Rispetto alla loro prima apparizione, gli En'tomek hanno acquisito la capacità di mentire e ingannare, per cui l'offerta di una trattativa si rivela una trappola. Come spiegano a PK, essi, dopo la loro incursione nella base Reboot, sono giunti alla conclusione che i terrestri sono troppo arretrati per costituire una minaccia, ad eccezione dei due supereroi. Per liberarsi di loro, hanno deciso di togliere l'energia Xadhoom (come già avvenuto in PKNE# 5) e di assimilare Pikappa, per poi servirsene come loro sentinella sul sistema solare. Il piano, però, fallisce, Xadhoom sgomina facilmente gli intercettori, che dovevano spegnerla per la seconda volta, e si unisce a Pikappa nella lotta contro gli En'tomek all'interno della stazione spaziale. A sorpresa, però, la supereroina xerbiana offre ai suoi avversari di fare loro da sentinella, al posto di Pikappa; il suo scopo è utilizzategli strumenti della stazione per localizzare il suo popolo scomparso. Gli En'tomek sembrano interessati all'offerta. Intanto, sulla Terra, Uno, sfruttando anche le informazioni raccolte dagli scienziati della Reboot, ha scoperto come disattivare le armature degli En'tomnek e lancia il segnale in direzione di Makemake. Quando il segnale raggiunge la stazione spaziale, gli En'tomek prima si bloccano, poi attaccano i due supereroi, che a fatica riescono a raggiungere il Pikaccia. Xadhoom capisce che nei robot alieni si è attivato il programma di emergenza, cui avevano accennato durante lo scontro: l'autodistruzione. La violenza dell'esplosione potrebbe avere conseguenze apocalittiche per il sistema solare. Per questo, Pikappa e Xadhoom decidono, coraggiosamente, di restare nell'orbita di Makemake, invece di fuggire, e impediscono la catastrofe, facendo sì che la violenza dell'esplosione sia assorbita dagli intercettori En'tomek. Il mondo è salvo, ma la vittoria è amara per tutti. Xadhoom ha perso l'opportunità di ritrovare la sua gente. Pikappa sa che d'ora in poi avrà dei nuovi, potentissimi nemici. Uno, per la prima volta, ha commesso un errore di valutazione che poteva avere conseguenze catastrofiche. In più, disattivando le armature, si è tradito con Dunia Voyda. Nell'ultima vignetta, l'imprenditrice sta per bussare alla porta del piano segreto, con una strana espressione minacciosa sul viso.

#### Il principio di Voyda(Topolino Fuoriserie 9)
- Testi: Alessandro Sisti
- Disegni: Paolo Mottura (disegni e chine)
- Trama: Sotto la torre della Ducklair Tower, un gruppo di giornalisti staziona perennemente in attesa di informazioni su Xadhoom e su Dunia Voyda; Pikappa, per non suscitare troppe domande quando incontra i suoi alleati Uno e Xadhoom, deve assumere l'aspetto del culturista Builbi (successo durante gli eventi nella storia La danza del Ragno d'Oro). Mentre i tre studiano i macchinari lasciati dalla setta nella palestra, Dunia, nel suo ufficio, riceve la visita di un misterioso individuo, col viso interamente coperto dagli occhiali neri e dal cappuccio della felpa. Lo sconosciuto è dotato d'inquietanti poteri: è in grado di passare attraverso i muri e di riconoscere e disattivare le telecamere di Uno. Il visitatore svanisce nel nulla, dopo aver consegnato a Dunia una chiavetta USB. Dentro, c'è il progetto per una non meglio definita invenzione, ma che l'imprenditrice e i suoi tecnici giudicano d'importanza rivoluzionaria. Poiché le azioni dello sconosciuto fanno pensare a un droide viaggiatore nel tempo, PK e Uno chiedono l'auto di Lyla Lay. L'agente della Tempolizia, nelle vesti di giornalista, tenta di ottenere un'intervista da Dunia, ma senza successo. Uno, hackerando i computer della Reboot, scopre il contenuto della chiavetta: i progetti per una delle macchine che, nel ventitreesimo secolo, saranno utilizzate per viaggiare nel tempo. Dunia e i tecnici, lavorando duramente, costruiscono numerosi elementi della macchina, poi, esausti, lasciano la Ducklair Tower prima di averli assemblati. La sera, mentre Pikappa perlustra Paperopoli alla ricerca dello sconosciuto, costui penetra nel laboratorio della Reboot. Lì, ha un rapido  scontro con Xadhoom e l'aliena lo vede in viso, prima che sparisca. Uno e Lyla possono così identificarlo: è Axel Alpha. Il futuro capo dell'Organizzazione è rimasto bloccato nel ventunesimo secolo (successo negli eventi in PKNE #10); un teletrasporto a corto raggio gli consente comunque di spostarsi facilmente nello spazio, apparendo e sparendo dove vuole. Il suo obiettivo è farsi costruire da Dunia una macchina del tempo, per tornare nel futuro, ma i progetti che le ha consegnato sono incompleti. Nella villa di Dunia, si svolge un teso colloquio fra di lei ed Axel. Intanto, Uno e Lyla, unendo conoscenze e doti deduttive, riescono a scoprire le intenzioni del supercriminale e anche la sua identità di copertura: Eich Gewells. Beffardamente, Axel per nascondersi ha preso in prestito il nome del suo più grande nemico: il Cronocomandante. Pikappa, Lyla e Xadhoom si recano a casa del sedicente Gewells, dove combattono contro i suoi robot guardiani e li distruggono. Uno ordina però a Pikappa e Lyla di recarsi alla villa di Dunia. Lì, Axel tiene prigioniera la giovane imprenditrice, e si è fatto portare i componenti della macchina per assemblarli. Il supereroe e il criminale si affrontano in un accanito duello, interrotto solo dall'intervento di Lyla. Per sfuggire all'imminente arrivo della Tempolizia, Axel attiva la macchina del tempo, non ancora perfezionata, e apparentemente, è disintegrato assieme al meccanismo. Uno e la Tempolizia completano l'opera, il primo cancella i piani dal computer della Reboot, la seconda svuota il covo di Axel dai resti dei robot e da tutti i macchinari. Dunia non appare troppo turbata dalla perdita di una straordinaria invenzione e sembra accettare la spiegazione degli avvenimenti fornita da Pikappa e Lyla: Axel era una spia internazionale, che aveva rubato il progetto da un laboratorio governativo. In realtà, la scienziata-imprenditrice è ben decisa a proseguire le ricerche in materia e a costruire la macchina, basandosi su ciò che ricorda. Lyla rivela che, fra molti anni, sarà proprio Dunia a scoprire la legge scientifica che consente i viaggi nel tempo. In suo onore, essa sarà chiamata "Il principio di Voyda". Nonostante tutto, però, Axel Alpha è riuscito con successo a raggiungere il suo scopo. Come rivelano le ultime tre vignette, il perfido criminale si è salvato dall'esplosione col teletrasporto e ha raggiunto il ventitreesimo secolo, nascosto in uno dei suoi macchinari sequestrati dalla Tempolizia.

#### Esprimi un desiderio(Topolino Fuoriserie 10)
- Testi: Alessandro Sisti
- Disegni: Davide Cesarello
- Trama: A Paperopoli, si avvicinano le feste di fine anno. Dunia Voyda, in vacanza nei Mari del Sud, fa gli auguri via computer ai suoi dipendenti. Angus Fangus, con Paperino come aiutante, fa un servizio sul Natale per Canale 00, condendolo con le sue solite ingiustizie. Liberatosi dal noioso impegno, Paperino si appresta a comprare i regali di Natale per i suoi nipotini, ma Uno lo convoca d'urgenza alla Ducklair Tower. Xadhoom è ancora triste e disperata perché, anche dopo aver scrutato il cielo per settimane con la tecnologia dei minacciosi En'tomek, non ha trovato traccia degli Xerbiani e l'atmosfera festosa della città la rende ancora più depressa. Paperino è sinceramente preoccupato per la sua vecchia amica ma non può aiutarla; è infatti costretto a lasciare Paperopoli per seguire lo Zio Paperone in una delle sue solite cacce al tesoro. Intanto, la setta del Ragno d'Oro porta avanti i suoi nuovi piani. In un luogo imprecisato, dove ha scoperto una fonte di energia luminosa, prepara la costruzione di un nuovo tempio, con l'aiuto degli indigeni, convertiti alle sue idee. La Soave Signora, delusa dall'operato di Bulbi, decide di agire in prima persona e di recarsi (in immagine) a Paperopoli. Lì, distribuisce ai passanti delle gemme che realizzano i desideri, attirando così l'attenzione di Uno e Xadhoom. La Xerbiana scende dalla torre in città e tocca una delle gemme. Subito, è attaccata e quasi sconfitta da un'altra sé stessa (che è in realtà l'incarnazione dei suoi rimorsi e sensi di colpa). Appare allora la Soave Signora, che trasporta l'eroina in una Xerba ricostruita con la metarealtà e fa la sua proposta. Se Xadhoom e PiKappa passeranno dalla sua parte, potranno vivere in una realtà modellata secondo i loro desideri. Xadhoom non dà una risposta e, nei giorni seguenti, si dedica allo studio degli amplificatori usati dal Ragno d’Oro per creare la metarealtà, senza spiegare le sue intenzioni neanche ad Uno. Una volta che Paperino è tornato a Paperopoli, la Soave Signora può ripetere di persona la sua offerta ai due supereroi. Ciascuno dei due teme che l’altro possa cedere, soprattutto Xadhoom, che ha scoperto quanto Pikappa sia scontento della sua vita come Paperino. Alla fine, però, entrambi respingono la tentazione. La Soave Signora, allora, li imprigiona in una realtà fittizia, dove Uno e la Ducklair Tower non esistono. Superato il primo momento di disorientamento, Xadhoom utilizza l'energia degli amplificatori per distruggere l'illusione. Intanto, nella Paperopoli reale, la malvagia Soave Signora ha lanciato i suoi amorfi (che ai cittadini appaiono come innocui Babbi Natale) all'attacco del grattacielo. I due eroi tentano una difesa, ma neanche loro possono nulla contro la superiorità numerica dei bruti e i poteri della loro potente avversaria. A questo punto, Pikappa sembra arrendersi e accettare le lusinghe della Soave Signora. Penetra nella torre, obbliga Uno a disattivarne le difese e spinge al massimo i comandi dei flussi planetari. Come previsto dal supereroe, il carico di energia si rivela incontrollabile anche per la leader della setta del Ragno d'Oro, che è rimandata bruscamente nella sua base segreta. Lì, sconfitta ma non domata, guida una nuova danza per assumere forze. Alla Ducklair Tower, Xadhoom chiede perdono a Paperino per aver dubitato di lui. Paperino ci ride sopra e le regala un ciondolo con l'immagine della Terra. Uno comunica una novità, non sa dire se bella o brutta. Scrutando il cielo, ha captato un segnale che potrebbe provenire dagli xerbiani, ma che è sulle stesse frequenze dei coolflame.

#### Il maestro del Silenzio(Topolino Fuoriserie 11)
- Testi: Alessandro Sisti
- Disegni: Giuseppe Facciotto
- Trama:  Nel prologo, vediamo due nuovi personaggi cattivi (lo scienziato Troglo e il guerriero Garundar) testare un'armatura da combattimento, con cui Garundar intente affrontare Xadhoom. I due fanno parte di una misteriosa società segreta di combattenti, l'Ordine del Silenzio. Essa si ispira a un rigoroso codice d'onore, le cui regole più importanti sono non lasciare mai un duello in sospeso e mantenere il segreto sull'esistenza dell'Ordine. Ciononostante, i due sono profondamente diversi: Garundar è un guerriero spietato e fanatico ma coraggioso e fedele ai suoi principi; Troglo, che mostra di conoscere bene Xadhoom, è un opportunista e i suoi veri obiettivi resteranno misteriosi anche alla fine della storia. Troglo e Garundar non sono i soli a cercare Xadhoom. Angus Fangus annuncia a Lyla Lay di voler iniziare un'inchiesta sull'eroica aliena xerbiana, e anche Dunia Voyda vorrebbe avere un chiarimento con lei sui misteriosi segreti della Ducklair Tower. L'affascinante imprenditrice, fingendo di visitare una delle poche istituzioni rimaste nell'edificio, la Galleria d'Arte Involontaria, ha scoperto, dietro le sue pareti, alcuni dei circuiti che percorrono tutta la torre, prima che Uno riuscisse a distruggerli. Lo stesso super-computer si chiede se, a questo punto, non sia preferibile rivelarle tutta la verità, nonostante il parere contrario di Paperino. La discussione si interrompe per la presenza di intrusi non identificati nella tromba dell'ascensore. Sono i soldati dell'Ordine, inviati in esplorazione da Garundar. In serata, le minacce si fanno più gravi. Droni nascosti in falsi pacchi destinati alla Reboot, e manovrati a distanza da Troglo e Garundar entrano nella Ducklair Tower ed iniziano la ricerca di Xadhoom; contemporaneamente, Angus sorveglia la torre dalla sua auto in sosta nel parcheggio e Dunia si aggira per i meandri dell’edificio. Uno distrugge i droni, rintraccia il punto di partenza dei loro segnali (uno yacht di lusso ormeggiato al porto di Paperopoli) e rinchiude Dunia in un ripostiglio; poi convoca Pikappa e lo invia in missione al porto. Lì, il supereroe, dopo uno scontro abbastanza agevole con un drone gigante, sfida imprudentemente a duello Garundar. Il guerriero rinuncia spavaldamente ad utilizzare la sua super-armatura. Nonostante questo, si dimostra un avversario coriaceo per Pikappa. Il combattimento si trascina a lungo senza un vincitore e si interrompe solo quando Uno chiede a Pikappa di rientrare subito alla Ducklair Tower. Infatti, mentre il supereroe mascherato e Garundar erano distratti dal loro feroce duello, Troglo si è impadronito dell’armatura ed è entrato nella torre, alla ricerca di Xadhoom. Nei sotterranei, si svolge il duello fra Pikappa e Troglo. Lo scienziato, che ha imprudentemente tolto i guanti dell'armatura, è così esposto alle scariche elettriche, e batte subito in ritirarsi. Intanto, Garundar si aggira all'esterno della torre, deciso a portare a termine il duello interrotto, ma la presenza di Angus con una telecamera induce anche lui a ritirarsi. Garundar, anche se molto deluso e furente per il ridicolo tradimento di Troglo, lo aiuta a fuggire sullo yacht, che si trasforma in un sommergibile per le grandi profondità, sfuggendo alla vista di Uno. È l'alba del nuovo giorno. Uno e Pikappa liberano Dunia dallo sgabuzzino, dove in apparenza ha passato la notte dormendo, e fanno un bilancio della situazione. Dai loro discorsi, si apprende che Xadhoom ha lasciato la Terra, per un nuovo viaggio alla ricerca del suo popolo. Il computer e il supereroe mascherato appaiono preoccupati per la comparsa di due nuovi potenti nemici, ma, a loro insaputa, il pericolo più grave è un altro. La notte prima, mentre i due erano distratti dalla minaccia dell'Ordine del Silenzio, Dunia è evasa dallo sgabuzzino, ingannando i sensori di Uno, e ha proseguito la sua esplorazione della torre, fino ad arrivare alla base di Pikappa e a inserirsi nelle comunicazioni tra lui e Uno. Risvegliandosi nel suo ufficio, la bella Dunia Voyda confida alla sua segretaria Selina: "Ho sognato di scoprire il rifugio segreto di Pikappa".

#### Troppo vicini(Topolino Fuoriserie 12)
- Testi: Alessandro Sisti
- Disegni: Marco Mazzarello
- Trama: Nel prologo, vediamo Kruth (il trafficante d'armi, cugino del colonnello Neopard, già apparso in PK² 16) esplorare una enorme nave spaziale, danneggiata da un "uragano gavitronico". Poiché non ci sono tracce di vita sul relitto, Kruth se ne dichiara proprietario. Nel cielo di Paperopoli, sono apparsi improvvisamente due nuovi pianeti. Paperino, nei panni del supereroe mascherato Pikappa, portati i suoi nipotini Qui, Quo e Qua al sicuro nel deposito dello zio Paperone, si reca alla Ducklair Tower per conferire con Uno. Il computer gli dice che l'attrazione gravitazionale dei nuovi corpi celesti provocherà disastrose catastrofi naturali sulla Terra, ma non sa dare una spiegazione al fenomeno. Pikappa parte per una missione esplorativa sul Pi-kaccia. Il suo obiettivo è una stazione spaziale situata in mezzo ai due pianeti. Il viaggio è molto più rapido del previsto, tanto che Uno non ha il tempo di duplicarsi sullo scudo extransformer. Ora Pikappa può contare solo sulle sue forze. Appena arrivato, il protagonista si trova impegnato in una battaglia spaziale contro alcune astronavi sconosciute e le mette in fuga. Portato a bordo della stazione, v'incontra, prima un simpatico animaletto alieno, simile a uno scoiattolo, e poi due sue vecchie conoscenze: il colonnello Neopard e il suo fidato compagno Q'winkennon. Il contrabbandiere è impegnato a combattere i Vruptha, una popolazione bellicosa e feroce, ma dalla tecnologia relativamente primitiva, gli stessi che hanno attaccato Pikappa. I Vruptha, per i loro piani di espansione, si sono impadroniti di un nesso d'avvicinamento, un "casello autostradale" che consente di andare istantaneamente da un angolo all’altro dell’universo, e si preparano a servirsene per invadere il sistema solare. Ciò ha causato gli strani fenomeni nel cielo terrestre. Neopard deve recuperare il nesso per conto della società proprietaria. Come suo solito, il mercenario vuole vincere con l'astuzia piuttosto che con la forza. Per questo, ha fuso la Dama Elenthari con l'astronave recuperata da Kruth, facendola sembrare molto più potente di quanto non sia. I Vruptha non si fanno però fermare dal bluff e, dopo uno scambio di minacce via ologramma fra il loro capo e Neopard, iniziano la battaglia. Pikappa, per proteggere la Terra, non può che schierarsi a fianco del colonnello. I Vruptha lanciano due salve di siluri guidati da piloti, che Neopard distrugge facilmente. L'attacco coi siluri era però un diversivo per il vero piano del capo Vruptha: avvicinare i piloti alla Dama Elenthari per poi andare all'arrembaggio dell'astronave. Intanto Pikappa, seguendo l’animaletto, si è inoltrato nei corridoi del relitto. Il supereroe mascherato salva la debole creaturina da un brutale guerriero Vruptha. Poi, per sfuggire al capo dei barbari e ai suoi uomini, si rifugia nella stiva, e vi scopre un esercito di En'tomek, per il momento inattivi. Infine, raggiunge il colonnello Neopard nella sala di comando. Il contrabbandiere è stato colto completamente di sorpresa dall'attacco Vruptha quando già assaporava la vittoria. In più, per risparmiare, ha portato con sé solo pochi robot guerrieri, assolutamente insufficienti per una difesa. Lui e Pikappa decidono di lasciare la Dama Elenthari al nemico e tentare un colpo di sorpresa sul nesso. Prima ancora di poter abbandonare la nave, sono però circondati dai Vruptha. Pikappa, il colonnello Neopard e Q'winkennon resistono disperatamente; quando stanno per cedere alla superiorità numerica, sono salvati dall'arrivo degli En'tomek. I robot alieni sopraffanno i Vruptha e li sottopongono al ricondizionamento, spegnendo la loro aggressività. Pikappa e Neopard evitano questa sorte. Uni En'tomek spiega che uno dei loro padroni, gli An'tronak, li ha valutati personalmente e ha deciso che non costituivano più una minaccia. Così, i due eroi escono vincitori dall'avventura: i Vruptha non sono più una minaccia; Neopard ha eseguito la sua missione recuperando il nesso; Pikappa ha salvato la Terra e non deve più temere gli En'tomek. Il protagonista rifiuta la proposta di Neopard di unirsi a lui come mercenario e torna a casa utilizzando il nesso. Al momento di separarsi, i due amici si accorgono che quella che consideravano ormai la loro mascotte è improvvisamente sparita. Nell'ultima tavola, si scopre che l'animaletto è in realtà un An'tronak di nome In'kamok. Gli An'tormak, fisicamente piccoli e deboli, utilizzano le loro conoscenze scientifiche per non essere sopraffatti da razze più potenti. In'kamok si era rifugiato nella camera d'emergenza dell'astronave per salvarsi dalla tempesta spaziale e, quando ne è uscito, ha potuto ammirare Pikappa per il suo comportamento generoso, coraggioso e altruista. Per questo, d'ora in poi, il supereroe mascherato sarà considerato un amico da lui e dagli altri An'tromak.

#### Il nemico del ragno(Topolino Fuoriserie 13)
- Testi: Alessandro Sisti
- Disegni: Claudio Sciarrone
- Trama: I due  nuovi corpi celesti, apparsi nel cielo di Paperopoli nell'episodio precedente, si avvicinano sempre di più e la catastrofe appare ormai imminente. Angus Fangus segue la situazione in TV, intervistando scienziati e attaccando in diretta Pikappa e Xadhoom, che sembrano avere abbandonato la città. Paperon de' Paperoni cerca di rassicurare i nipotini, rifugiatisi al suo deposito e preoccupati anche per l'inspiegabile assenza di Paperino. La dottoressa Dunia Voyda, dopo aver lasciato liberi i suoi collaboratori, si reca nel piano segreto della Ducklair Tower, di cui ha scoperto da poco l'esistenza. Vista la situazione drammatica, Uno rinuncia a mantenere ulteriormente il segreto. La bellissima imprenditrice e l'onorevole intelligenza artificiale uniscono le loro intelligenze superiori per salvare il pianeta, ma senza ottenere risultati, nemmeno quando tentano di utilizzare i macchinari abbandonati nella torre dalla setta del Ragno d'Oro. Nel suo tempio dall'altra parte del mondo, però, la Soave Signora si accorge che a Paperopoli qualcuno ha attinto all'energia della "ragnatela d'oro". Più tardi, vediamo Pikappa, reduce dalla sua avventura assieme al suo vecchio alleato Neopard tornare nel sistema solare, a bordo del Pi-kaccia. Il nostro eroe scopre però che il pianeta Terra è sparito. Esausto e privo di alleati a cui chiedere consiglio, Pikappa si addormenta; al suo risveglio, la Terra è ricomparsa e l’astronave sta per atterrare nei pressi di Paperopoli. Ma non si tratta della vera città, bensì di quella parallela creata dai poteri mentali del Ragno d'Oro. Sempre più sconcertato dalla situazione, Pikappa è tuttavia deciso a non cadere sotto l'influsso mentale della Soave Signora, come già gli era successo in precedenza. Nasconde l'astronave in un canyon nel deserto, poi si avvia a piedi in direzione di Paperopoli. Strada facendo, incrocia un gruppo di amorfi, che però lo ignorano anche dopo essere stati attaccati. Successivamente, in una casa abbandonata, ruba una tunica per camuffarsi e un sacco per nascondere lo scudo extransformer. A Paperopoli, al posto della Ducklair Tower, sorge il palazzo della Soave Signora. Poiché tutti gli abitanti della città sono succubi della santona, l'edificio è privo di sorveglianza e Pikappa vi può circolare a lungo liberamente, prima di essere scoperto da uno dei danzatori sacri. Pikappa lo stordisce e gli ruba il costume, ma è poi costretto a prendere il suo posto in un balletto cerimoniale, creando scompiglio perché non conosce i passi. Riesce per il momento ad allontanarsi indisturbato, ma la Soave Signora ora sa della presenza di un nemico nel suo palazzo. Proseguendo la sua esplorazione, Pikappa raggiunte la cupola alla sommità dell'edificio. Lì, trova Lyla Lay e Uno, trasformati, rispettivamente, in una statua e nel suo lampadario che lo sorregge.  Mentre il protagonista scoraggiato, ridiscende, vede gli adepti del regno del Ragno d'Oro alla sua ricerca. Non volendo combattere contro i suoi concittadini, vittime del lavaggio del cervello, PK si rifugia in una stanzetta, dove ritrova Dunia Voyda. La brillante scienziata in apparenza sembra essere anche lei succube della nuova padrona, ma in realtà, grazie allo stabilizzatore di realtà datole da Uno, ha conservato la sua libertà mentale. Può così nascondere e salvare PK, ingannando i segugi alla sua ricerca. Dunia racconta a Pikappa cos'è successo nel corso della sua assenza (che è durata per lui meno di un giorno, ma diverse settimane sulla Terra). Mentre, nel piano segreto della Ducklair Tower, lei e Uno cercavano disperatamente di evitare la catastrofe, la Soave Signora si è presentata loro. La strana donna ha fotto loro un'offerta che non si poteva rifiutare: salvare il pianeta trasferendolo in un altro piano della realtà, in cambio del potere assoluto. Dunia e Uno non hanno potuto che accettare, ma il loro sacrificio è stato superfluo. Pikappa rivela a Dunia che lui stesso aveva già sventato la minaccia dei due pianeti, nella sua missione all'altro capo dell'universo. Poiché, il nuovo mondo è tornato ad un'età preindustriale, dove la magia ha sostituito la tecnologia, anche il genio scientifico di Dunia è inutile per combattere la tirannia, ma c’è uno spiraglio. Poiché l’incantesimo è rivolto contro la tecnologia terrestre, quella aliena (come il Pk-kaccia, costruito dagli evroniani) ne è immune. Pikappa, fingendosi un netturbino alla guida di un carro di spazzatura, elude la sorveglianza degli adepti e lascia la città. Quando però raggiunge il canyon dove ha nascosto il Pi-kaccia, l'astronave è misteriosamente sparita. Il lettore inutisce che l'autore del furto è Troglo, apparso per due vignette a metà della storia, mentre cercava di rintracciare il mezzo con un segnalatore. Alla Soave Signora, furente per l’evasione, si presenta uno dei suoi sudditi, offrendosi di catturare il fuggiasco. Si tratta del guerriero Garundar (il leader supremo dell'Ordine del Silenzio), che spera di sistemare il conto in sospeso con Pikappa.

#### I conti con la realtà(Topolino Fuoriserie 14)
- Testi: Alessandro Sisti
- Disegni: Claudio Sciarrone
- Trama: Pikappa, sconcertato per la misteriosa scomparsa del Pi-kaccia, torna a Paperopoli, trovandovi una sorveglianza molto più stretta. Al mercato davanti alla porta della città, riesce ad avere un abboccamento con Dunia Voyda. Prima che i due abbiano il tempo di stabilire un piano d’azione, i passanti riconoscono il sacco con il costume di Pikappa e fanno intervenire gli Amorfi. Intanto, nel palazzo della Soave Signora, Garundar si presenta a lei come il leader dell'Ordine del Silenzio e le offre i suoi servizi. Come unica ricompensa, chiede di poter pagare il suo debito d'onore, terminando il duello rimasto in sospeso con Pikappa (successo nella storia Il maestro del Silenzio). Venendo meno ai suoi principi pacifisti, la perfida sovrana del Ragno d'Oro autorizza Garundar a usare i suoi soldati. Al mercato, Pikappa, dopo un duro combattimento, sta per cedere alla superiorità numerica degli Amorfi. Si salva grazie all'inaspettato intervento dello scienziato Troglo, che lo fa salire sul Pi-kaccia e lo porta al sicuro nello spazio. Lì, lo strano individuo propone una temporanea alleanza contro la Soave Signora e la sua dittatura, e Pikappa, con estrema riluttanza, accetta. Trogo dirige il Pi-kaccia (che mostra di saper guidare alla perfezione) verso l'unico luogo sulla Terra la cui magia è potente quanto quella della loro avversaria: Dhasam-Bul. Anche gli abitanti del luogo sembrano però sotto incantesimo e ignorano l'esistenza del tempio alle loro spalle. I monaci permettono a Pikappa di entrare nel convento, mentre il suo compagno deve restare fuori dal cancello. Il Priore riceve il supereroe e gli spiega la situazione. Il convento è sfuggito al condizionamento, ma i monaci sono praticamente assediati e impossibilitati a comunicare con l’esterno, anche con la telepatia. Inoltre, la Soave Signora ha reso la Terra invisibile dallo spazio, impedendo così un eventuale intervento di Everett Ducklair. In un flashback, il Priore di Dhasam-Bul racconta chi è in realtà la sovrana del Ragno d'Oro. Essa il vero nome della Soave Signora è Miu-Tay in cui è la figlia di un feroce capo predone. Il brigante, quando il suo potere fu spazzato via dall'arrivo della civiltà, affidò la bambina ai monaci di Dhasam-Bul. Educata nel monastero, Miu-Tay rivelò delle straordinarie doti paranormali, superiori anche a quelle dei suoi maestri. Everett Ducklair, a quel tempo ospite del monastero, le rivelò un mondo altrettanto affascinante, quello della scienza. Così, Per Miu-Tay lasciò Dhasam-Bul, per completare la sua istruzione e, combinando scienza e magia, creare un mondo perfetto. Per questo, inventò una tecnica, nota a lei sola, per comunicare e imporre la propria volontà attraverso i passi di danza. I monaci consegnano a Pikappa un'arma rituale, che dovrebbe impedire alla Soave Signora di eseguire le sue danze mistiche. Loro stessi, però, sembrano nutrire poche speranze nel successo dell'impresa. Di nuovo a Paperopoli, Pikappa e Troglo cercano il modo per penetrare nel palazzo della sovrana. Sono però anticipati dai soldati di Garundar, che rapiscono il supereroe mascherato e lo portano in un'arena, a combattere il loro capo. Il duello interrotto ricomincia e stavolta Garundar sconfigge nettamente il suo avversario, con appena tre colpi. Una volta riparata la macchia sul suo onore, però, Garundar si rifiuta di infierire ulteriormente, dichiara il suo rispetto per Pikappa e si ribella alla Soave Signora. Dunia Voyda, nascosta tra la folla, lo aiuta gettandogli lo stabilizzatore di realtà, che lo protegge dall'incantesimo. Pikappa insegue la Soave Signora fino alla stanza dove sono in azione i macchinari che trasmettono l'energia della danza, e usa contro di lei l’arma dei monaci. La santona si trasforma in statua, ma solo per pochi secondi. Pikappa ha una felice intuizione, ed improvvisa un balletto goffo e sgraziato, che annulla l'effetto delle danze mistiche. Subito, la realtà creata dalla sovrana si dissolve e il mondo ritorna ad essere quello che conosciamo. La donna rifiuta di accettare la sconfitta e, col suo ultimo incantesimo, rinchiude la propria mente in una realtà immaginaria, in cui lei continua ad essere la regina del mondo. Pikappa lascia che l'avversaria, ormai innocua, viva felice nel suo sogno, accudita dai suoi seguaci. Nella restaurata Ducklair Tower, Paperino e Uno fanno un bilancio dell’avventura. Solo un punto rimane oscuro per entrambi: chi era Troglo e quali erano i suoi scopi? La risposta (per il lettore) la dà lo stesso scienziato Troglo nelle ultime vignette dove ha gettato deluso il tracciatore nella spazzatura che ne camuffava le sembianze, riassume il suo vero aspetto in cui non è altro che il vecchio e perfido evroniano mutaforma Grrodon, deciso ancora una volta di compiere la sua terribile vendetta.

## Ministorie

### PK Tube

#### PK Tube(3146)
- Testi: Alessandro Sisti
- Disegni: Alberto Lavoradori (disegni), Max Monteduro (colori)
- Trama: La storia si svolge poco dopo la conclusione di PKNA Numero Zero. Obbedendo alla direttiva di sicurezza n. 1, inserita nel suo programma da Everett Ducklair, che gli vieta di rivelare i segreti della Ducklair Tower, Uno spinge, con un pretesto, PK a una missione suicida contro una pattuglia evroniana, perché sia coolflamizzato e dimentichi ciò che ha scoperto. Quando però il computer vede il suo nuovo amico in balia degli alieni, non può fare a meno di intervenire attraverso lo scudo extransformer, di salvarlo e, in séguito, di cancellare la direttiva n. 1. Lo stesso Ducklair, anni dopo, implicitamente approva il suo operato.

#### Il giorno del fondatore(3147)
- Testi: Alessandro Sisti
- Disegni: Alberto Lavoradori (disegni), Max Monteduro (colori)
- Trama: La storia si svolge nel 22. secolo, prima che Uno riceva da Everett il suo corpo sintetico (PKNA #48). Nella Ducklair Tower, deserta e dichiarata monumento storico, Uno, oltre a dirigere la Robolab, passa il tempo rivedendo i filmati con le imprese di PK o facendo rivivere i giornalisti di 00 Channel come ologrammi. Quando alcuni ladri di tecnologia penetrano casualmente nel grattacielo abbandonato, Uno prima li spaventa con i “fantasmi” dei giornalisti, poi li fa catturare dai suoi nuovi droidi e li consegna alla polizia. Presentandosi agli agenti, sempre sotto forma di ologramma, il computer assume per la prima volta l’identità di Odin Eidolon.

#### Il peso della conoscenza(3148)
- Testi: Alessandro Sisti
- Disegni: Alberto Lavoradori (disegni), Max Monteduro (colori)
- Trama: La storia si svolge durante il soggiorno di Pk a Dhasam-Bul (PKNA Speciale 97). Recatosi nel monastero per imparare le arti marziali, Pk mal sopporta la vita ascetica, tanto che il suo maestro Everett Ducklair, per farlo ripartire, lo sottopone a una prova difficile e pericolosa (meditare sotto un enorme sasso appeso a una catena malferma). Invece, PK supera la prova, dimostrando di essere spinto da motivazioni pure e altruistiche. Per questo, anche se il papero mascherato lascia il monastero quel giorno stesso, rinunciando a progredire ulteriormente, il priore mette ugualmente il suo ritratto nella galleria dei monaci che hanno raggiunto l’illuminazione.

#### Cambio di programma(3149)
- Testi: Alessandro Sisti
- Disegni: Alberto Lavoradori (disegni), Max Monteduro (colori)
- Trama: La storia si svolge fra PKNE #2 e PKNE #3. In séguito all'interesse del pubblico per gli evroniani, Angus si reca nel magazzino che serve da archivio ai vecchi filmati di 00 Channel per ripescare le riprese dell’attacco alieno al party di Patemi. Lo accompagna Lyla, preoccupata perché il filmato potrebbe rivelare la sua natura di droide. Con l’aiuto di un archivista, apparentemente goffo e pasticcione, la giornalista riesce a tenere nascosto ad Angus il materiale compromettente, fino a quando non è cancellato. L’“archivista” è in realtà Camera 9 (qui per la prima volta a faccia scoperta) che, come sempre, ha aiutato l’amica senza farle troppe domande. Da notare il cameo di Mike M. Morrighan, uno dei personaggi storici della serie di cui si erano perse da lungo tempo le tracce.

#### Missione di (sub) routine(3150)
- Testi: Alessandro Sisti
- Disegni: Alberto Lavoradori (disegni), Max Monteduro (colori)
- Trama: La storia si svolge prima di PKNA #2. Tornando alla Ducklair Tower da una battaglia nei panni di PK, Paperino è accolto da tre diverse versioni di Uno (di colore giallo, viola e arancione), sempre più ostili nei suoi confronti, finché l’ultima non fa fuoco contro di lui con delle armi a raggi. Recuperato il costume e arrivato fortunosamente al piano segreto, PK è accolto amichevolmente, come al solito, dall’Uno originale. Il computer gli spiega di aver delegato parte delle sue funzioni a delle subroutine, che hanno assunto vita propria. Uno rimedia al danno ma solo anni dopo, riesaminando il filmato assieme a Everett, capirà che dietro il malfunzionamento delle routine si nascondeva il malvagio Due.

#### Soccorso obbligato(3152)
- Testi: Alessandro Sisti
- Disegni: Alberto Lavoradori (disegni), Max Monteduro (colori)
- Trama: La storia si svolge prima di PKNE #6. XXIII secolo: Odin Eidolon chiede al ministro dello spaziotempo di inviare una missione di soccorso nel passato, per convincerlo gli mostra un filmato pivù. Futuro prossimo: l’astronave di Everett Ducklair e Uno, di ritorno dal pianeta Corona, si schianta sulle montagne dell’Himalaya. Appaiono dal nulla alcuni agenti della tempolizia, che forniscono loro l’energia necessaria per raggiungere Dhasam-Bul e consegnano a Uno la registrazione filmata del salvataggio, prima di sparire. A Everett, ansioso di capire chi abbia inviato i misteriosi soccorritori, Uno risponde: "Magari sono stato... o sarò proprio io!".